# James Bond
James Bond, auch bekannt als Agent 007, ist eine literarische Figur des britischen Schriftstellers Ian Fleming. Der Geheimagent des MI6 hatte seinen ersten Auftritt im Roman Casino Royale (1953). Fleming schrieb bis zu seinem Tod im Jahr 1964 zwölf Romane und neun Kurzgeschichten um James Bond. Die Kurzgeschichten wurden in zwei Sammelbänden veröffentlicht.
1954 erschien der erste Fernsehfilm mit dem Agenten unter dem Titel Casino Royale zum gleichnamigen Roman. Der Auftakt der von Eon Productions Ltd. produzierten Bond-Reihe (im weiteren Eon-Reihe) kam 1962 unter dem Titel James Bond – 007 jagt Dr. No mit Sean Connery in der Hauptrolle in die Kinos. Es folgten weitere erfolgreiche Kinoproduktionen mit mehreren Bond-Darstellern. Im Laufe der Zeit entwickelte sich James Bond zu einer Ikone der Popkultur. Parallel dazu wurde die wechselnde Rolle des Bond-Darstellers zu einer prestigeträchtigen Aufgabe im Filmgeschäft.
Nachdem alle Bond-Romane Flemings verfilmt oder zumindest Teile oder der Titel übernommen worden waren, wurden Drehbücher zunehmend unabhängig von den Originalromanen entwickelt. Von verschiedenen Schriftstellern existieren zudem weitere Romane zur Figur.

## Romane und Kurzgeschichten

### Entstehung der Romanfigur

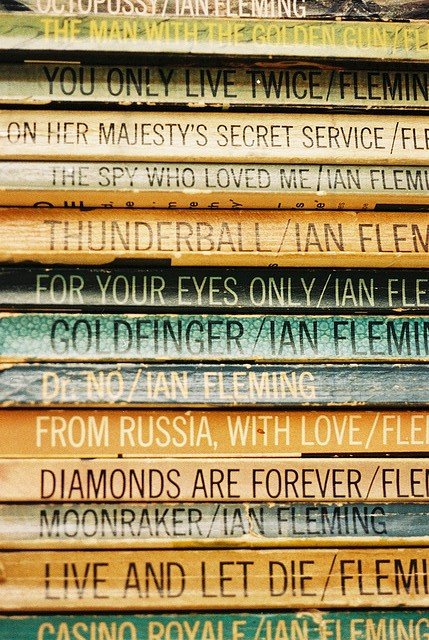
Flemings Bond-Romane als Taschenbücher

Ian Fleming, der während des Zweiten Weltkriegs selbst britischer Geheimdienstangehöriger war, entwickelte die Figur James Bond vermutlich nach dem Vorbild des britischen Marineoffiziers Patrick Dalzel-Job, der im Zweiten Weltkrieg erfolgreich hinter den feindlichen Linien spionierte und von Fleming in seinen Memoiren beschrieben wurde. Anregungen erhielt er auch aus dem Leben von Sidney Reilly und Edward Yeo-Thomas. Schließlich bediente sich Ian Fleming auch der Geschichten und des Charakters des serbischen Doppelagenten des SOE Duško Popov sowie der des britischen Offizier für Militärischen Nachrichtenwesen des Ersten Weltkriegs, Vogelkundler und Hochstapler Richard Meinertzhagen. In der Zeit des Kalten Krieges waren in der Realität die Militärverbindungsmissionen eine Form der realen militärischen Aufklärung von beiden Seiten der vier Alliierten.
Den Namen James Bond hatte Agatha Christie schon für die Hauptperson ihrer 1934 veröffentlichten Erzählung Der Smaragd des Radschas benutzt. Fleming übernahm den Namen als begeisterter Vogelbeobachter von dem Ornithologen James Bond, dessen Buch Birds of the West Indies (deutsch: Vögel der Antillen) er kannte. Im Film Stirb an einem anderen Tag aus dem Jahr 2002 nutzt Pierce Brosnan als Bond dieses Buch, um sich gegenüber Halle Berry in der Rolle der Jinx als Ornithologe auszugeben.

### Geschichte der Romane und Anthologien
Fleming schrieb zwölf Romane und zwei Kurzgeschichten-Anthologien mit James Bond als Titelfigur, die schon vor der Filmserie sehr erfolgreich waren. Nach seinem Tod 1964 setzten andere Autoren die Romanreihe fort. Seit John Gardners Lizenz zum Töten wurden die Romane anhand der Filme konzipiert, nicht mehr umgekehrt.
2004 kündigte Ian Fleming Publications (Glidrose) eine neue Buchreihe an, die das Leben Bonds als 13-Jährigen am Eton College thematisiert. Charlie Higson hat die ersten Young-Bond-Romane dieser Serie veröffentlicht. Bereits Ende der 1960er Jahre hatte Arthur Calder-Marshall einen Roman verfasst, der in der Jugendzeit von James Bonds Neffen James spielt. Diese Idee wurde Anfang der 1990er Jahre von John Peel mit sechs Romanen weitergeführt.
Zum 50-jährigen Jubiläum der Bond-Filmreihe erschienen von 2012 bis 2014 bei Cross Cult alle 14 Bände in neuer deutscher Übersetzung erstmals ungekürzt.

### Bibliografie

#### Werke von Ian Fleming
In Klammern stehen das Erscheinungsjahr und, falls übersetzt, der deutsche Titel (bei mehreren Auflagen auch verschiedene).
- Casino Royale (1953; Casino Royale, 1960; Casino Royale, 2012, ISBN 978-3-86425-070-5)
- Live and Let Die (1954; Leben und sterben lassen, 1981; Leben und sterben lassen, 2012, ISBN 978-3-86425-072-9)
- Moonraker (1955; Mondblitz, 1967; Moonraker, 2012, ISBN 978-3-86425-074-3)
- Diamonds Are Forever (1956; Diamantenfieber, 1960; Diamantenfieber, 2012, ISBN 978-3-86425-076-7)
- From Russia with Love (1957; Liebesgrüße aus Moskau, 1961; 1966; Liebesgrüße aus Moskau, 2013, ISBN 978-3-86425-078-1)
- Dr. No (1958; James Bond jagt Dr. No, 1965; Dr. No, 2013, ISBN 978-3-86425-080-4)
- Goldfinger (1959; Goldfinger; James Bond contra Goldfinger 1965; James Bond jagt Goldfinger 1977, 1959; Goldfinger, 2013, ISBN 978-3-86425-082-8)
- For Your Eyes Only (1960; 007 James Bond greift ein, 1965; In tödlicher Mission, 2013) – Kurzgeschichtensammelband:
  - For Your Eyes Only (Für Sie persönlich; In tödlicher Mission)
  - Quantum of Solace (Das Minimum an Trost; Ein Minimum an Trost; Ein Quantum Trost)
  - The Hildebrand-Rarity (Die Hildebrand-Rarität)
  - From a View to a Kill (Tod im Rückspiegel; Im Angesicht des Todes)
  - Risico (Riskante Geschäfte; Risiko)

Auflistung der Kurzgeschichten entspricht dem Original und der ersten deutschen Ausgabe. Für die Taschenbuchausgaben wurden die 5 Kurzgeschichten zusammen mit 3 weiteren auf 2 Bücher zu je 4 verteilt. Die Titel der ersten Taschenbuchausgaben lauteten Tod im Rückspiegel (1967, Stories 1 und 3) und Riskante Geschäfte (1968, Stories 2, 4, 5)
- Thunderball (1961; James Bond und das Unternehmen Feuerball, 1965; Operation Feuerball; Sag niemals nie; Feuerball; Sag niemals nie oder Aktion Feuerball, 1993; Feuerball, 2013)
- The Spy Who Loved Me (1962; Der Spion, der mich liebte, 1966; Der Spion, der mich liebte, 2013)
- On Her Majesty’s Secret Service (1963; James Bond und sein gefährlichster Auftrag, 1964; Im Dienst Ihrer Majestät, 1966; Im Geheimdienst Ihrer Majestät, 2013)
- You Only Live Twice (1964; 007 James Bond reitet den Tiger, 1966; Du lebst nur zweimal, 1967; Man lebt nur zweimal, 2013)
- The Man with the Golden Gun (1965; James Bond und der goldene Colt, 1966; Der Mann mit dem goldenen Colt, 2013)
- Octopussy (and the Living Daylights) (1966; Octopussy und andere riskante Geschäfte, 1983; Octopussy, 2013) – Kurzgeschichtensammelband:
  - Octopussy (Octopussy; Der stumme Zeuge)
  - The Living Daylights (1962; Der Hauch des Todes; Duell mit doppeltem Einsatz)
  - The Property of a Lady (1963; Globus – meistbietend zu versteigern; Die Vorzüge einer Frau)
  - 007 in New York (1963)

In der englischen Erstausgabe waren zunächst nur die ersten beiden Erzählungen enthalten. Auf deutsch veröffentlichte der Scherz Verlag die ersten 3 Geschichten in den Kurzgeschichtensammlungen Tod im Rückspiegel (1967, Stories 2 und 3) und Riskante Geschäfte (1968, Story 1).

#### Weitere Romane
- Arthur Calder-Marshall (unter dem Pseudonym R. D. Mascott)
  - The Adventures of James Bond Junior: Double-O Three and a Half (003 ½ James Bond Junior, 1967)
- Kingsley Amis (unter dem Pseudonym Robert Markham)
  - Colonel Sun (1968; 007 James Bond auf der griechischen Spur, 1969; Liebesgrüße aus Athen, 1978; Colonel Sun, 2014)
- John Pearson
  - James Bond – The Authorized Biography of 007 (1973; Agent 007. Eine frei erfundene Biographie, 1973)
- John Gardner
  - Licence Renewed (1981; Countdown für die Ewigkeit, 1987; Kernschmelze, 2014)
  - For Special Services (1982; Moment mal, Mr. Bond, 1982; Der Kunstsammler, 2015)
  - Icebreaker (1983; Operation Eisbrecher, 1983; Eisbrecher, 2015)
  - Role of Honour (1984; Die Ehre des Mr. Bond, 1984; Eine Frage der Ehre, 2015)
  - Nobody Lives Forever (1986; Niemand lebt für immer, 1986; Niemand lebt ewig, 2015)
  - No Deals Mr. Bond (1987; Nichts geht mehr, Mr. Bond, 1987; Das Spiel ist aus, 2015)
  - Scorpius (1988; Scorpius, 1988; Scorpius, 2016)
  - Win, Lose or Die (1989; Sieg oder stirb, Mr. Bond, 1989; Flottenmanöver, 2016)
  - Brokenclaw (1990; Fahr zur Hölle, Mr. Bond, 1990; Operation Jericho, 2016)
  - The Man from Barbarossa (1991; Der Mann von Barbarossa, 2017)
  - Death Is Forever (1992; Nur der Tod währt ewig, 2023)
  - Never Send Flowers (1993; Lass niemals Blumen sprechen, 2023)
  - Seafire (1994; Operation Seafire, 2023)
  - Cold (1996; Kalt, 2023)
- John Peel (unter dem Pseudonym John Vincent): Serie – James Bond Jr. (Fantail)
  - A View to a Thrill (Januar 1992)
  - The Eiffel Target (Februar 1992)
  - Live and Let’s Dance (März 1992)
  - Sandblast (April 1992)
  - Sword of Death (Mai 1992)
  - High Stakes (Juni 1992)
- Raymond Benson
  - Blast from the Past (1997, Kurzgeschichte im Playboy veröffentlicht)
  - Zero Minus Ten (1997; Countdown!, 1997)
  - The Facts of Death (1998; Tod auf Zypern, 1998)
  - Midsummer Night’s Doom (Januar 1999; Kurzgeschichte, veröffentlicht im Playboy)
  - High Time to Kill (1999)
  - Live at Five (1999; Kurzgeschichte veröffentlicht in TV Guide)
  - Doubleshot (2000)
  - Never Dream of Dying (2001)
  - The Man with the Red Tattoo (2002)
- Charlie Higson
  - Young Bond: SilverFin (2005; Stille Wasser sind tödlich, 2005)
  - Young Bond: Blood Fever (2006; Zurück kommt nur der Tod, 2006)
  - Young Bond: Double or Die (2007; GoldenBoy, 2007)
  - Young Bond: Hurricane Gold (2007; Reden ist Silber, Schweigen ist tödlich, 2007)
  - Young Bond: By Royal Command (2008; Der Tod kennt kein Morgen, 2009)
  - A Hard Man to Kill (2009, Kurzgeschichte veröffentlicht in Danger Society: The Young Blood)
- Samantha Weinberg (unter dem Pseudonym Kate Westbrook)
  - The Moneypenny Diaries: Guardian Angel (2005)
  - The Moneypenny Diaries: Secret Servant (2006)
  - For Your Eyes Only, James (2006; Kurzgeschichte veröffentlicht in Tatler)
  - Moneypenny’s First Date with Bond (Kurzgeschichte veröffentlicht in The Spectator, 2006)
  - The Moneypenny Diaries: Final Fling (2008)
- Sebastian Faulks
  - Devil May Care (2008; Der Tod ist nur der Anfang, 2008)
- Jeffery Deaver
  - Carte Blanche (2011)
- William Boyd
  - Solo (2013)
- Anthony Horowitz
  - Trigger Mortis (2015; Trigger Mortis – Der Finger Gottes, 2015; mit Originalmaterial von Ian Fleming)
  - Forever and a Day (2018; Ewig und ein Tag, 2019; mit Originalmaterial von Ian Fleming)
  - With a Mind to Kill (2022; Mit der Absicht zu töten, 2022)
- Kim Sherwood
  - Double or Nothing (2022; Doppelt oder Nichts, 2023)
  - A Spy like me (2024)
- Charlie Higson
  - On His Majesty's Secret Service (2023)

### Die Romanfigur James Bond

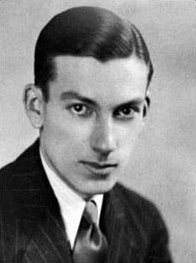
Hoagy Carmichael – Flemings Vorstellung von James Bond

Fleming gibt bis auf eine Ausnahme in Du lebst nur zweimal in seinen Romanen kaum Aufschluss über den Lebenslauf seiner Hauptfigur. In einem Nachruf in der Times wird Bond als vermisst und wahrscheinlich tot dargestellt. Diese vermeintliche Lücke hat John Pearson mit dem 1973 erschienenen Buch James Bond: The Authorized Biography geschlossen, indem er die knappen Angaben aus Flemings Roman ausbaute.
Demnach wurde James Bond am 11. November 1920 als Sohn des schottischen Ingenieurs Andrew Bond aus Glencoe und einer Schweizer Bergsteigerin, der Waadtländerin Monique Bond, geborene Delacroix, in Wattenscheid im Ruhrgebiet geboren. Der Vater war dort im Range eines Brigadiers als Mitglied der Interalliierte Militär-Kontrollkommission um die Zerstörung der Waffenproduktion bei den Rüstungswerken der Firma Krupp zu überwachen. Die Eltern werden so von Fleming beschrieben, und auch der Geburtsort soll nach Pearsons Darstellung in einer ihm nicht mehr erinnerlichen Weise von Fleming selbst stammen. Erste internationale Erfahrungen macht James Bond aufgrund des Berufes und der Versetzung seines Vaters nach Kairo, Paris und Moskau. In Moskau, zu Beginn des Jahres 1932, werden Mutter und Sohn Zeuge wie der Vater in der Metro-Vickers-Affäre versucht sechs verhaftete britische Ingenieure aus dem Lubjankagefängnis des stalinistischen Geheimdienstes zu befreien. Die Erfahrungen prägten das Bild welches James Bond von dem Land hatte. Bei Monique Bond lösten sie einen nervösen Zusammenbruch aus, und sie geht in die Schweiz. Nachdem die Eltern 1932 bei einem nicht genau geklärten Kletterunfall in Chamonix ums Leben gekommen waren, wuchs Bond zusammen mit seinem älteren Bruder Henry bei seiner Tante Charmaine Bond in Pett Bottom bei Canterbury auf. Im Alter von 13 Jahren kam er ins Elite-Internat Eton College, welches er als 15-Jähriger wegen eines Zwischenfalls mit einem Zimmermädchen verlassen musste. Er wurde daraufhin auf das Fettes College in Edinburgh geschickt, wo auch sein Vater zur Schule gegangen war. Den letzten Angaben von Ian Fleming selbst zufolge dürfte Bond freilich erst 1924 geboren sein: In dem fiktiven Nachruf am Ende von You Only Live Twice steht, Bond hätte 1941 im Alter von 17 Jahren Fettes verlassen. Um daraufhin in die Navy eintreten zu können, hätte er sich als bereits 19 ausgegeben.
Nach seiner Ausbildung ging er zur freiwilligen Reserve der Königlichen Marine, um zu Beginn des Zweiten Weltkriegs im Marine-Nachrichtendienst die Bewegungen der deutschen U-Boot-Flotte zu beobachten. Dazu wurde er auf der militärisch schwer befestigten Insel Wangerooge von einem britischen U-Boot abgesetzt. Im Inselsand eingegraben, sollte er die Schifffahrtsrinne vor Wangerooge observieren, durch welche U-Boote in den Reichskriegshafen Wilhelmshaven ein- und ausliefen. Bald erreichte er den Rang eines Commanders, worauf ihm der Weg in die Doppel-Null-Abteilung offen stand. Die Doppel-Null seiner Agentennummer steht dabei für die Erlaubnis, seine Gegner zu töten.
Der Bond der frühen Filme hat wohl einen ähnlichen Hintergrund, ist jedoch zu jung, um tatsächlich im Zweiten Weltkrieg eine bedeutende Funktion bekleidet zu haben. Im Film Casino Royale (2006) passten die 007-Produzenten die Figur und ihre Biografie der Zeit nach dem Kalten Krieg an.
Die Trilogie von Samantha Weinberg ergibt weiteren Aufschluss über Bonds Karriere. In den Romanen wird in Form von Tagebucheinträgen aus der Sicht der Sekretärin Miss Moneypenny über Erlebnisse mit James Bond berichtet, die in keinem der Bond-Romane vorkommen. Bei dieser Gelegenheit wird auch Moneypennys Vergangenheit näher beschrieben und ihr Vorname, Jane, verraten.
In den Romanen ist James Bond von durchschnittlicher Statur und ähnelt Hoagy Carmichael. Er hat schwarze Haare und eine Locke fällt ihm immer unbändig in die Stirn. Sein schmales Gesicht und seine hohen Wangenknochen geben ihm zusammen mit seinen blau-grauen Augen einen kühlen Ausdruck. Als besonderes Kennzeichen trägt er eine schmale Narbe auf der Wange. Außerdem hat er eine Hauttransplantation an der rechten Hand, seit ihm dort ein sowjetischer Spion ein Erkennungsmerkmal hineingeritzt hatte.
Ein Brief Flemings gibt weiteren Aufschluss über Bonds Aussehen. Er sei 183 cm groß, 76 kg schwer, mit schmalen Hüften, Mitte 30, trage mit zwei Knöpfen zu schließende, einreihige Anzüge aus dunkelblauem Kammgarn, einen schwarzen Ledergürtel und eine Rolex-Armbanduhr vom Typ Submariner. Ein Hinweis auf Bonds Körpergröße findet sich auch in der Kurzgeschichtensammlung Octopussy. Zu Beginn der vierten Kurzgeschichte 007 in New York befindet sich Bond bei der Einreise von London in die USA. Er nutzt dabei einen Pass mit einem Pseudonym. Im Buch wird ausgeführt, dass er laut diesem Pass 1,82 m groß sei.
Die in der Times veröffentlichte Biografie beschreibt den Agenten als kinderlos und einmal für 24 Stunden verheiratet, mit Teresa „Tracy“ Draco-Bond in Im Geheimdienst Ihrer Majestät.
Als Familienmotto und Wappen übernahm Fleming das historische Wappen mit dem Motto Orbis non sufficit der Baronets of Peckham (1658–1767) aus der Familie Bond und machte James Bond so zu einem fiktiven Nachfahren. Das Motto ist eine Variation des schon in der Antike bezeugten und im 16. Jahrhundert vom spanischen König Philipp II. als seinen Wahlspruch ausgewählten Non sufficit orbis.

### Erzählte Zeit der Bond-Romane und -Kurzgeschichten
| Romane von Ian Fleming                        | Erzählte Zeit                         |
| --------------------------------------------- | ------------------------------------- |
| Casino Royale                                 | Ende Mai – Mitte Juli 1950            |
| Leben und sterben lassen                      | Januar – Mitte Februar 1951           |
| Moonraker                                     | Ende Mai 1952                         |
| Diamantenfieber                               | Mitte Juli – Mitte August 1954        |
| Liebesgrüße aus Moskau                        | Anfang Juni – Mitte August 1955       |
| Dr. No                                        | Februar – Mitte März 1956             |
| Goldfinger                                    | Ende April – Juli 1957                |
| Im Angesicht des Todes 1                      | Mai 1958                              |
| Risiko 1                                      | August 1958                           |
| In Tödlicher Mission 1                        | September – Oktober 1958              |
| Ein Quantum Trost 1                           | November – Dezember 1958              |
| Die Hildebrand-Rarität 1                      | April 1959                            |
| Feuerball                                     | Mai – Anfang Juni 1959                |
| Der Spion, der mich liebte                    | Oktober 1960 (ab J. Bonds Erscheinen) |
| Die Vorzüge einer Frau 2                      | Juni 1961                             |
| Octopussy 2                                   | Juli 1961                             |
| Der Hauch des Todes 2                         | August 1961                           |
| Im Geheimdienst ihrer Majestät (erster Teil)  | September 1961                        |
| Im Geheimdienst ihrer Majestät (zweiter Teil) | September 1961 – Januar 1962          |
| 007 in New York 2                             | Ende Juli 1962                        |
| Man lebt nur zweimal                          | Ende August 1962 – Ende Mai 1963      |
| Der Mann mit dem goldenen Colt                | November 1963 – März 1964             |
| Quelle:                                       |                                       |

### Schauplätze der Romane
| Roman                          | Schauplätze („fiktive Orte“ in Anführungszeichen) |
| ------------------------------ | --- |
| Casino Royale                  | „Royale-les-Eaux“ (fiktiver Ort in Frankreich) |
| Leben und sterben lassen       | New York City, St. Petersburg, Jamaika |
| Moonraker                      | London, Grafschaft Kent |
| Diamantenfieber                | Guinea (Französisch-Westafrika), London, New York City, Saratoga (New York), Las Vegas, „Spectreville“ (fiktive Geisterstadt in Nevada), Los Angeles |
| Liebesgrüße aus Moskau         | Sowjetunion, Moskau, London, Istanbul, Balkanhalbinsel, Paris                                                                                        |
| James Bond jagt Dr. No         | London, Jamaika, „Crab Key“ (fiktive jamaikanische Insel zwischen Jamaika und Kuba)                                                                  |
| Goldfinger                     | Miami, London, Grafschaft Kent, Frankreich, Schweiz, New York City, Kentucky                                                                         |
| Feuerball                      | Grafschaft Sussex, Paris, London, Bahamas |
| Der Spion, der mich liebte     | Adirondack Mountains |
| Im Geheimdienst Ihrer Majestät | „Royale-les-Eaux“, London, Schweiz, München |
| Man lebt nur zweimal           | London, Tokio, Fukuoka, Kuroshima (Taketomi), Kyōto                                                                                                  |
| Der Mann mit dem goldenen Colt | London, Jamaika |

### Bonds Fahrzeuge in den Romanen
| Roman         | Fahrzeuge |
| ------------- | --- |
| Casino Royale | Bonds erstes Fahrzeug wird in dem Roman Casino Royale eingeführt. Es ist ein schlachtschiffgrauer Bentley 4 1/2 Litre, Cabriolet, Marchal-Frontscheinwerfern, Amherst-Villiers-Kompressor (Blower) und Vanden-Plas-Karosserie, das er 1933 fast neu erworben hatte. In einem Versteck unter dem Armaturenbrett befindet sich eine .45 ACP Colt M1911A1 mit langem Lauf. |
| Moonraker     | Nachdem der Blower-Bentley in Moonraker ein jähes Ende gefunden hat, kauft sich Bond für circa £ 5000 einen ebenfalls schlachtschiffgrauen Bentley Mark VI, ein zweitüriges Cabriolet mit einem in dunkelblauem Leder gestalteten Innenraum. Dieses Auto kommt in keinem weiteren Roman Flemings mehr vor. |
| Goldfinger    | Ein kurzes Gastspiel hat in dem Roman Goldfinger ein Dienstwagen des Secret Intelligence Service, ein Aston Martin DB Mark III, der von Ian Fleming fälschlicherweise als „DB III“ bezeichnet wird. Es ist der einzige Wagen in den James-Bond-Romanen, der mit Spezialausstattung versehen ist: Schalter, um Form und Farbe der Front- und Rückleuchten zu verändern, verstärkte Stoßstangen, ein „.45 ACP“-Colt mit langem Lauf unter dem Fahrersitz, ein Empfangsgerät, das auf eine Sendeanlage namens „Homer“ abgestimmt ist, und ein eingebauter Hohlraum zum verdeckten Transport. In der Verfilmung von 1964 wird der originale Prototyp des DB V eingesetzt. |
| Feuerball     | In dem Roman Feuerball wird von Ian Fleming das letzte Bondauto eingeführt. Als Basis dient ein Bentley R-Type Continental Coupé, mit dem ein „reicher Idiot“ auf der Great West Road gegen einen Telegraphenmast gerast ist. Bond kauft das Unfallfahrzeug für £ 1500, lässt es reparieren und den im Mai 1954 eingeführten 4,8-Liter-Reihensechszylinder-Ottomotor einbauen. Danach lässt er sich von H. J. Mulliner & Co. für £ 3000 eine neue Cabrio-Karosserie mit zwei Schalensitzen in schwarzem Leder anfertigen. Lackiert wird der Bentley, den Bond liebevoll „Lokomotive“ getauft hat, in schlachtschiffgrau. Des Klangs wegen lässt Bond Zwei-Inch-Doppelendrohre anbringen und, um die Leistung zu steigern, einen Arnott-Kompressor einbauen. Anstatt des „Winged B“ von Bentley ziert den Kühlergrill eine achteckige, silberne Schraube. |

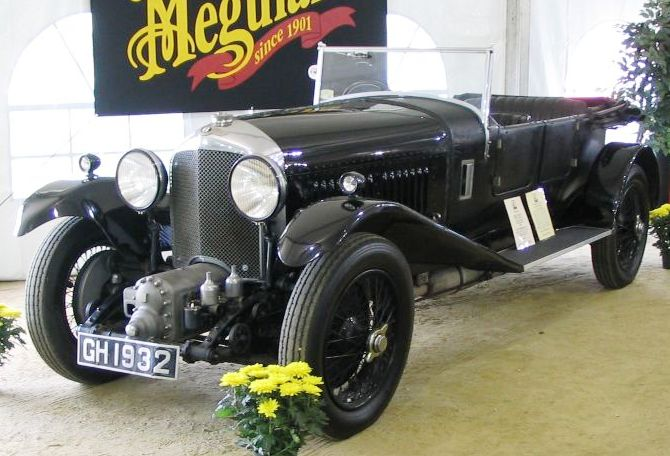
Bentley 4 ½ Litre Vanden Plas Tourer (Baujahr 1930), Bonds erstes Auto im Roman Casino Royale (1953)
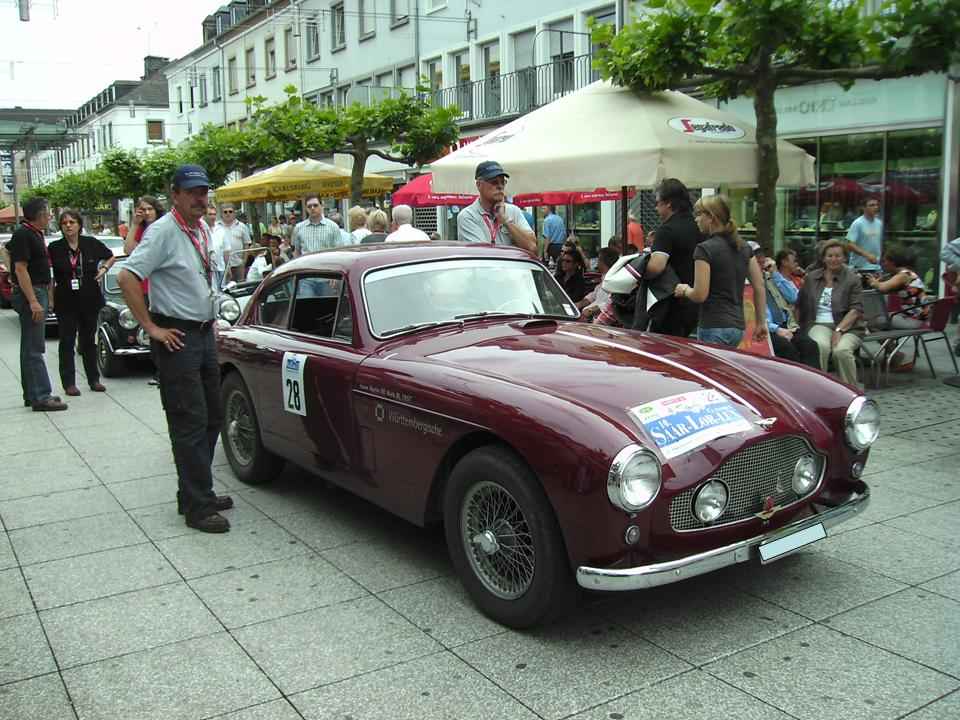
Aston Martin DB Mark III (Baujahr 1957), Bonds Auto im Roman Goldfinger (1959)

## Eon-Filmreihe

### Liste der Filme der Eon-Filmreihe
| Nr. | Filmtitel                                       | Jahr | Laufzeit | Hauptdarsteller | Regisseur          | Produzent(en)                         | Autor(en)                                                                          | Komponist       | Produktions- oder Kunst-Designer | Second Unit Director/ Filmeditor          | Titel- sequenz- Designer | Originaltitel                   |
| --- | ----------------------------------------------- | ---- | -------- | --------------- | ------------------ | ------------------------------------- | ---------------------------------------------------------------------------------- | --------------- | -------------------------------- | ----------------------------------------- | ------------------------ | ------------------------------- |
| 1   | James Bond – 007 jagt Dr. No                    | 1962 | 109 min  | Sean Connery    | Terence Young      | Harry Saltzman, Albert R. Broccoli    | Richard Maibaum, Johanna Harwood, Berkely Mather                                   | Monty Norman    | Ken Adam                         | Peter R. Hunt                             | Maurice Binder           | Dr. No                          |
| 2   | James Bond 007 – Liebesgrüße aus Moskau         | 1963 | 115 min  | Sean Connery    | Terence Young      | Harry Saltzman, Albert R. Broccoli    | Richard Maibaum, Johanna Harwood                                                   | John Barry      | Syd Cain                         | Peter R. Hunt                             | Robert Brownjohn         | From Russia with Love           |
| 3   | James Bond 007 – Goldfinger                     | 1964 | 105 min  | Sean Connery    | Guy Hamilton       | Harry Saltzman, Albert R. Broccoli    | Richard Maibaum, Paul Dehn                                                         | John Barry      | Ken Adam                         | Peter R. Hunt                             | Robert Brownjohn         | Goldfinger                      |
| 4   | James Bond 007 – Feuerball                      | 1965 | 130 min  | Sean Connery    | Terence Young      | Kevin McClory                         | Richard Maibaum, John Hopkins                                                      | John Barry      | Ken Adam                         | Peter R. Hunt                             | Maurice Binder           | Thunderball                     |
| 5   | James Bond 007 – Man lebt nur zweimal           | 1967 | 117 min  | Sean Connery    | Lewis Gilbert      | Harry Saltzman, Albert R. Broccoli    | Roald Dahl                                                                         | John Barry      | Ken Adam                         | Peter R. Hunt                             | Maurice Binder           | You Only Live Twice             |
| 6   | James Bond 007 – Im Geheimdienst Ihrer Majestät | 1969 | 142 min  | George Lazenby  | Peter R. Hunt      | Harry Saltzman, Albert R. Broccoli    | Richard Maibaum Simon Raven                                                        | John Barry      | Syd Cain                         | John Glen                                 | Maurice Binder           | On Her Majesty’s Secret Service |
| 7   | James Bond 007 – Diamantenfieber                | 1971 | 120 min  | Sean Connery    | Guy Hamilton       | Harry Saltzman, Albert R. Broccoli    | Richard Maibaum, Tom Mankiewicz                                                    | John Barry      | Ken Adam                         | Bert Bates, John W. Holmes                | Maurice Binder           | Diamonds Are Forever            |
| 8   | James Bond 007 – Leben und sterben lassen       | 1973 | 121 min  | Roger Moore     | Guy Hamilton       | Harry Saltzman, Albert R. Broccoli    | Tom Mankiewicz                                                                     | George Martin   | Syd Cain                         | Bert Bates, Raymond Poulton, John Shirley | Maurice Binder           | Live and Let Die                |
| 9   | James Bond 007 – Der Mann mit dem goldenen Colt | 1974 | 125 min  | Roger Moore     | Guy Hamilton       | Harry Saltzman, Albert R. Broccoli    | Richard Maibaum, Tom Mankiewicz                                                    | John Barry      | Peter Murton                     | John Shirley, Raymond Poulton             | Maurice Binder           | The Man with the Golden Gun     |
| 10  | James Bond 007 – Der Spion, der mich liebte     | 1977 | 125 min  | Roger Moore     | Lewis Gilbert      | Albert R. Broccoli                    | Christopher Wood, Richard Maibaum                                                  | Marvin Hamlisch | Ken Adam                         | John Glen                                 | Maurice Binder           | The Spy Who Loved Me            |
| 11  | James Bond 007 – Moonraker – Streng geheim      | 1979 | 126 min  | Roger Moore     | Lewis Gilbert      | Albert R. Broccoli                    | Christopher Wood                                                                   | John Barry      | Ken Adam                         | John Glen                                 | Maurice Binder           | Moonraker                       |
| 12  | James Bond 007 – In tödlicher Mission           | 1981 | 127 min  | Roger Moore     | John Glen          | Albert R. Broccoli                    | Michael G. Wilson, Richard Maibaum                                                 | Bill Conti      | Peter Lamont                     | John Grover                               | Maurice Binder           | For Your Eyes Only              |
| 13  | James Bond 007 – Octopussy                      | 1983 | 131 min  | Roger Moore     | John Glen          | Albert R. Broccoli                    | George MacDonald Fraser, Michael G. Wilson, Richard Maibaum                        | John Barry      | Peter Lamont                     | John Grover                               | Maurice Binder           | Octopussy                       |
| 14  | James Bond 007 – Im Angesicht des Todes         | 1985 | 131 min  | Roger Moore     | John Glen          | Albert R. Broccoli, Michael G. Wilson | Richard Maibaum, Michael G. Wilson                                                 | John Barry      | Peter Lamont                     | Peter Davies                              | Maurice Binder           | A View to a Kill                |
| 15  | James Bond 007 – Der Hauch des Todes            | 1987 | 130 min  | Timothy Dalton  | John Glen          | Albert R. Broccoli, Michael G. Wilson | Richard Maibaum, Michael G. Wilson                                                 | John Barry      | Peter Lamont                     | John Grover, Peter Davies                 | Maurice Binder           | The Living Daylights            |
| 16  | James Bond 007 – Lizenz zum Töten               | 1989 | 133 min  | Timothy Dalton  | John Glen          | Albert R. Broccoli, Michael G. Wilson | Richard Maibaum, Michael G. Wilson                                                 | Michael Kamen   | Peter Lamont                     | John Grover                               | Maurice Binder           | Licence to Kill                 |
| 17  | James Bond 007 – GoldenEye                      | 1995 | 130 min  | Pierce Brosnan  | Martin Campbell    | Michael G. Wilson, Barbara Broccoli   | Michael France, Jeffrey Caine, Kevin Wade, Bruce Feirstein                         | Éric Serra      | Peter Lamont                     | Terry Rawlings                            | Daniel Kleinman          | GoldenEye                       |
| 18  | James Bond 007 – Der Morgen stirbt nie          | 1997 | 119 min  | Pierce Brosnan  | Roger Spottiswoode | Michael G. Wilson, Barbara Broccoli   | Bruce Feirstein                                                                    | David Arnold    | Allan Cameron                    | Michel Arcand, Dominique Fortin           | Daniel Kleinman          | Tomorrow Never Dies             |
| 19  | James Bond 007 – Die Welt ist nicht genug       | 1999 | 128 min  | Pierce Brosnan  | Michael Apted      | Michael G. Wilson, Barbara Broccoli   | Neal Purvis, Robert Wade, Bruce Feirstein                                          | David Arnold    | Peter Lamont                     | Jim Clark                                 | Daniel Kleinman          | The World Is Not Enough         |
| 20  | James Bond 007 – Stirb an einem anderen Tag     | 2002 | 133 min  | Pierce Brosnan  | Lee Tamahori       | Michael G. Wilson, Barbara Broccoli   | Neal Purvis, Robert Wade                                                           | David Arnold    | Peter Lamont                     | Christian Wagner                          | Daniel Kleinman          | Die Another Day                 |
| 21  | James Bond 007: Casino Royale                   | 2006 | 144 min  | Daniel Craig    | Martin Campbell    | Michael G. Wilson, Barbara Broccoli   | Neal Purvis, Robert Wade, Paul Haggis                                              | David Arnold    | Peter Lamont                     | Stuart Baird                              | Daniel Kleinman          | Casino Royale                   |
| 22  | James Bond 007: Ein Quantum Trost               | 2008 | 106 min  | Daniel Craig    | Marc Forster       | Michael G. Wilson, Barbara Broccoli   | Neal Purvis, Robert Wade, Paul Haggis                                              | David Arnold    | Dennis Gassner                   | Matt Chessé, Richard Pearson              | MK12                     | Quantum of Solace               |
| 23  | James Bond 007: Skyfall                         | 2012 | 143 min  | Daniel Craig    | Sam Mendes         | Michael G. Wilson, Barbara Broccoli   | Neal Purvis, Robert Wade, John Logan                                               | Thomas Newman   | Dennis Gassner                   | Stuart Baird, Kate Baird                  | Daniel Kleinman          | Skyfall                         |
| 24  | James Bond 007: Spectre                         | 2015 | 148 min  | Daniel Craig    | Sam Mendes         | Michael G. Wilson, Barbara Broccoli   | Neal Purvis, Robert Wade, John Logan, Jez Butterworth                              | Thomas Newman   | Dennis Gassner                   | Lee Smith                                 | Daniel Kleinman          | Spectre                         |
| 25  | James Bond 007: Keine Zeit zu sterben           | 2021 | 163 min  | Daniel Craig    | Cary Joji Fukunaga | Michael G. Wilson, Barbara Broccoli   | Neal Purvis, Robert Wade, Scott Z. Burns, Cary Joji Fukunaga, Phoebe Waller-Bridge | Hans Zimmer     | Mark Tildesley                   | Alexander Witt                            | Daniel Kleinman          | No Time to Die                  |
| 26  |                                                 |      |          |                 | Denis Villeneuve   | Amy Pascal, David Heyman              | Steven Knight                                                                      |                 |                                  |                                           |                          |                                 |

### Produktion und Filmrechte der Eon-Filmreihe

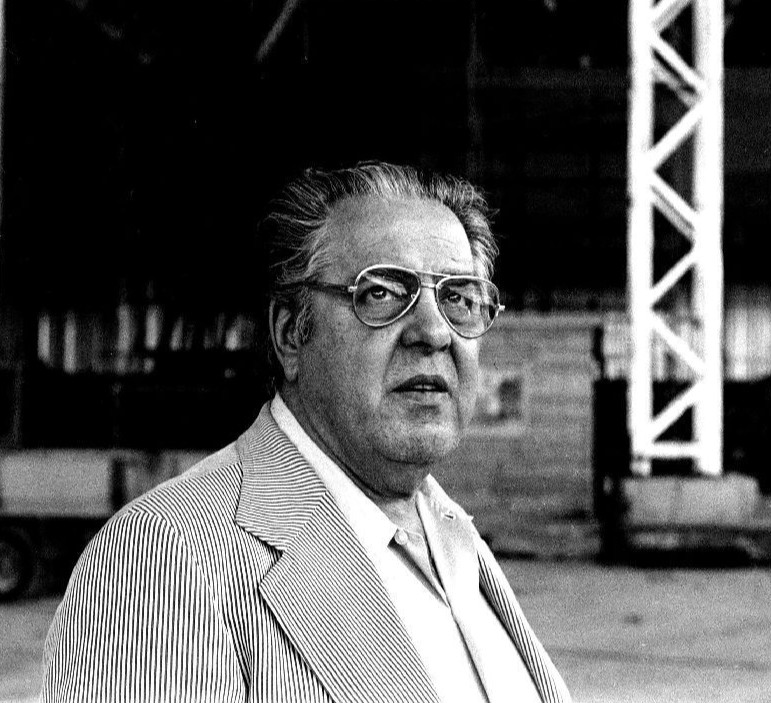
Albert R. Broccoli, von 1962 bis 1989 Produzent, bis 1974 zusammen mit Harry Saltzman

1961 kaufte der Produzent Harry Saltzman die Filmrechte für die Bücher Flemings und gründete zusammen mit Albert R. „Cubby“ Broccoli die Produktionsgesellschaft Eon Productions sowie deren Muttergesellschaft Danjaq für die Urheber- und Markenrechte. Gemeinsam mit der Filmgesellschaft United Artists (UA), mit dem Vertrieb beauftragt, brachten sie im Oktober 1962 den ersten Bond-Film heraus: James Bond – 007 jagt Dr. No. In den nächsten 27 Jahren erschienen 15 weitere Filme der Reihe, wobei Saltzman 1975 aufgrund von Differenzen, die seine anderen Filmprojekte hervorriefen, und aus finanziellen Gründen seinen Anteil an Danjaq nach 13 Jahren an United Artists verkaufte. Saltzman stieg nach dem Film Der Mann mit dem goldenen Colt (1974) bei den James-Bond-Filmen aus; die bisherige Vertriebsgesellschaft UA wurde Miteigentümerin der Filmrechte.

Nach Lizenz zum Töten (1989) kam es wegen Differenzen zwischen der Produktions- und der Verleihfirma zu einer fast sechseinhalbjährigen Unterbrechung. GoldenEye kam Ende 1995 in die Kinos; danach entstand durchschnittlich alle drei Jahre ein neuer Bond-Film.
Die 007-Serie ist eine der am längsten bestehenden und eine der kommerziell erfolgreichsten Filmreihen in der Filmgeschichte.
GoldenEye ist der erste Film, der nicht mehr von Albert R. Broccoli produziert wurde, sondern von seinem Stiefsohn und bisherigen Mitproduzenten Michael G. Wilson und seiner Tochter Barbara Broccoli. Seit Albert R. Broccolis Tod im Juni 1996 führten die beiden die Geschäfte weiter. Die Rechte an den von Eon Productions Ltd. produzierten James-Bond-Filmen lagen bis 1975 allein bei Danjaq S. A. und werden seit dem Verkauf des 50-prozentigen Anteil Saltzmans an United Artists von Danjaq S. A. und United Artists kontrolliert. Seit 1981 kontrolliert Metro-Goldwyn-Mayer (MGM) als Mutterunternehmen von United Artists den Verleih der Filmreihe und besitzt Anteil am Copyright aller Filme.

2005 übernahm ein von Sony und dessen Tochterunternehmen Sony Pictures Entertainment geführtes Konsortium Metro-Goldwyn-Mayer und die Tochtergesellschaft United Artists.

Nach anfänglicher Ungewissheit über die Zukunft des finanziell angeschlagenen MGM begannen die Dreharbeiten des 23. James-Bond-Films Skyfall am 3. November 2011 in Whitehall in London. Fast alle bisherigen Bond-Filme wurden in den Pinewood Studios bei London produziert, wo für die teilweise sehr aufwändigen Filmsets eigene Hallen errichtet wurden.

Im Jahr 2022 kaufte Amazon MGM. Die Eigentümer-Familie Broccoli gab im Februar 2025 die kreative Kontrolle bei der Produktion von zukünftigen Bondfilmen an die Amazon MGM Studios ab. Im Folgemonat wurden Amy Pascal und David Heyman als neue Produzenten des nächsten Filmes verkündet.

### Bond-Darsteller der Eon-Filmreihe
In den ersten fünf Kinofilmen verkörperte Sean Connery den Geheimagenten. Beim Debüt in Dr. No im Jahr 1962 war er 32 Jahre alt. Jünger war nur George Lazenby, der 1969 mit 30 Jahren für nur einen Film in die Rolle des James Bond schlüpfte. Nach Lazenby wurde 1971 noch einmal Sean Connery verpflichtet, bevor er durch Roger Moore ersetzt wurde, der insgesamt siebenmal (1973–1985) den Geheimagenten spielte und damit der häufigste Bond-Darsteller der EON-Reihe ist. Zählt man bei Sean Connery den außerhalb der Eon-Reihe produzierten Film Sag niemals nie (1983) dazu, so kommt auch er wie Roger Moore auf sieben Filme.
Roger Moore war bei seinem ersten Auftritt mit 45 Jahren bereits älter als sein Vorgänger Sean Connery bei seinem letzten Film, und mit 57 Jahren (1985) war Moore auch der mit Abstand älteste James Bond der Eon-Reihe auf der Leinwand. Nach Roger Moore spielten Timothy Dalton in zwei Filmen (1987, 1989) und Pierce Brosnan in vier Filmen (1995–2002) den Agenten. Der bislang letzte Bond-Darsteller Daniel Craig verkörperte Bond von 2006 bis 2021 in fünf Filmen. Außerdem war er in einem Kurzfilm zu sehen, der für die Eröffnungszeremonie der Olympischen Sommerspiele 2012 gedreht wurde.

Die Bond-Darsteller der Eon-Filmreihe
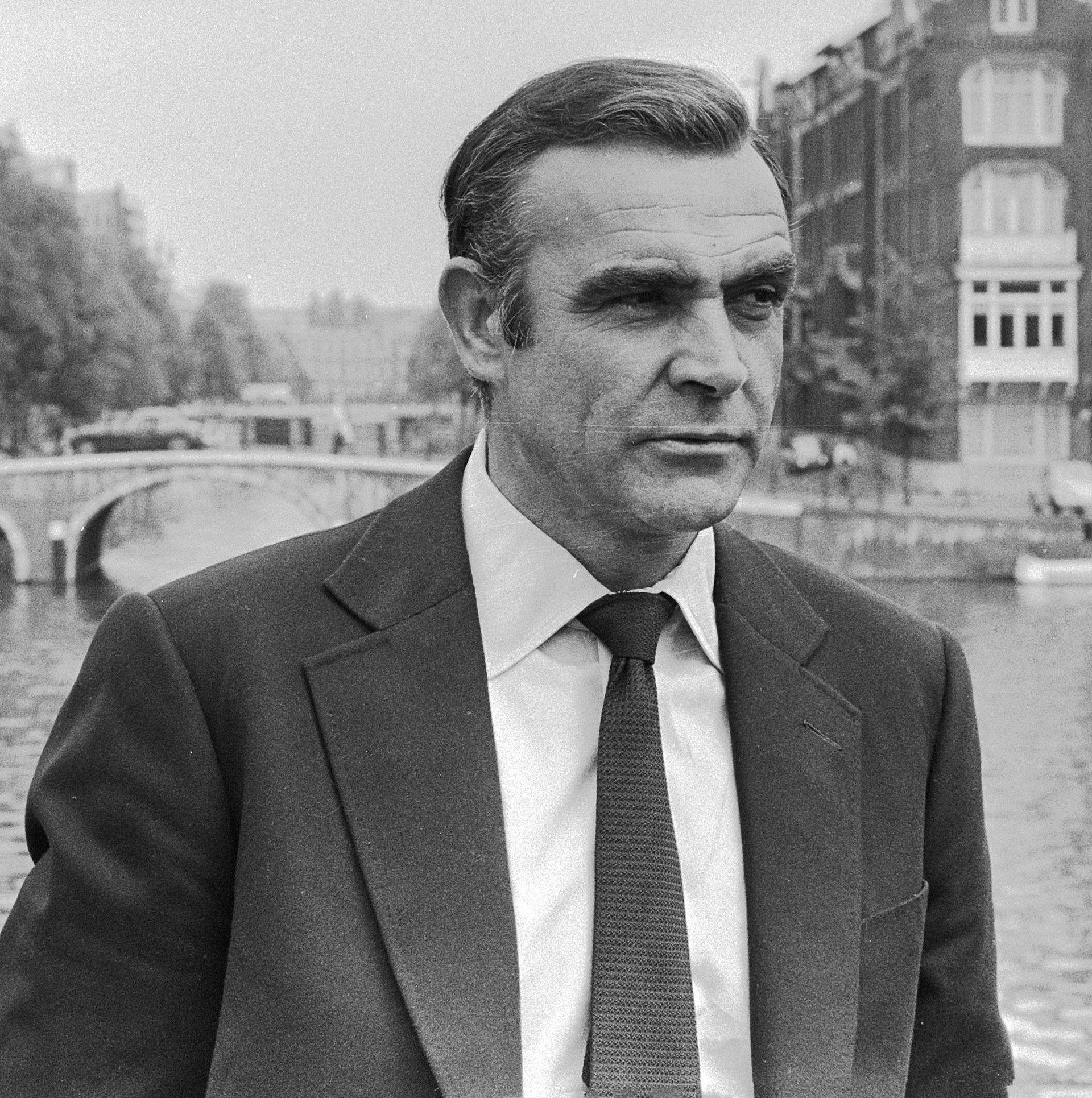
1. Sean Connery (6 Filme, 1962–1967, 1971); außerdem im Nicht-Eon-Film Sag niemals nie (1983)
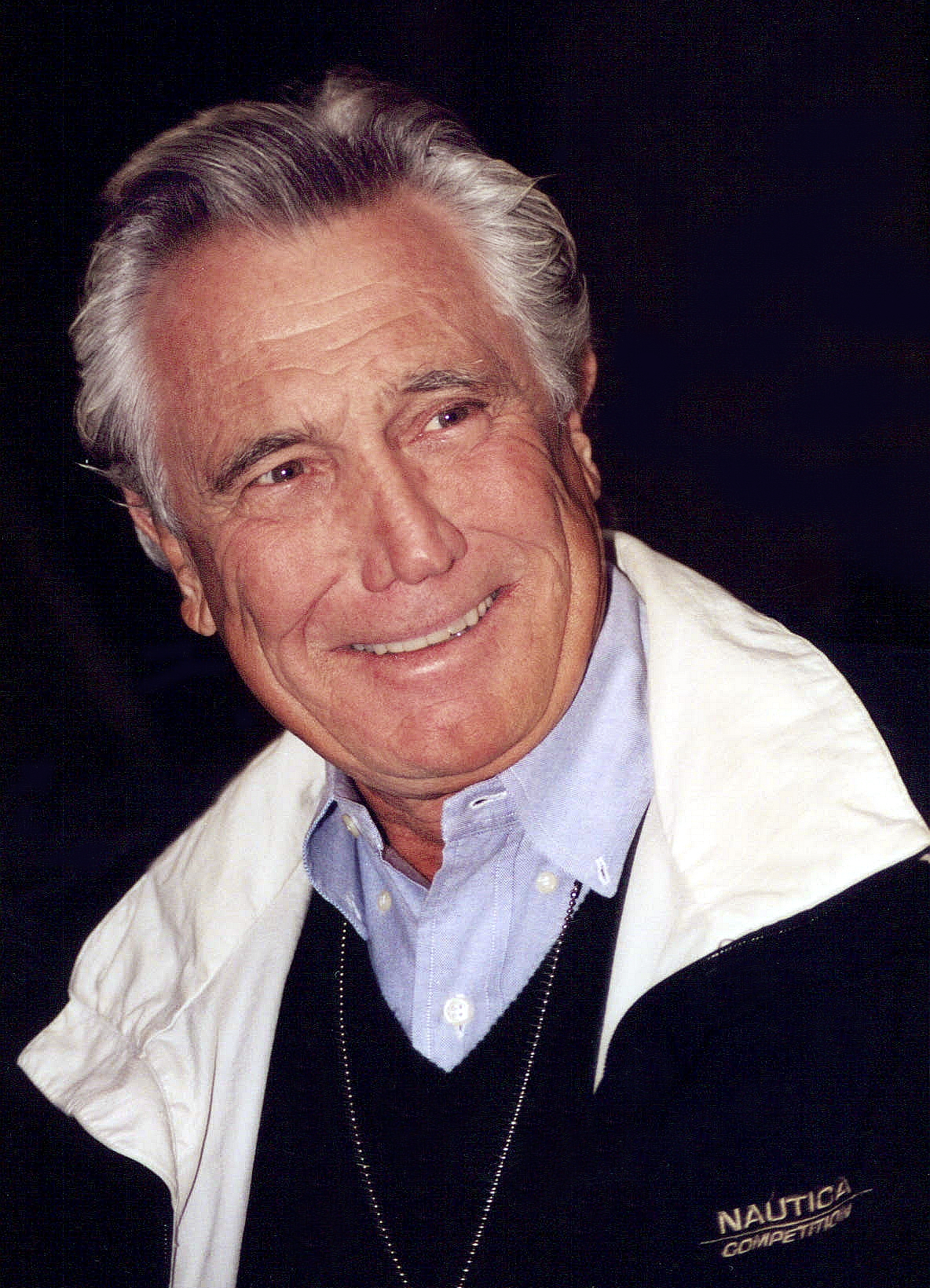
2. George Lazenby (1 Film, 1969)
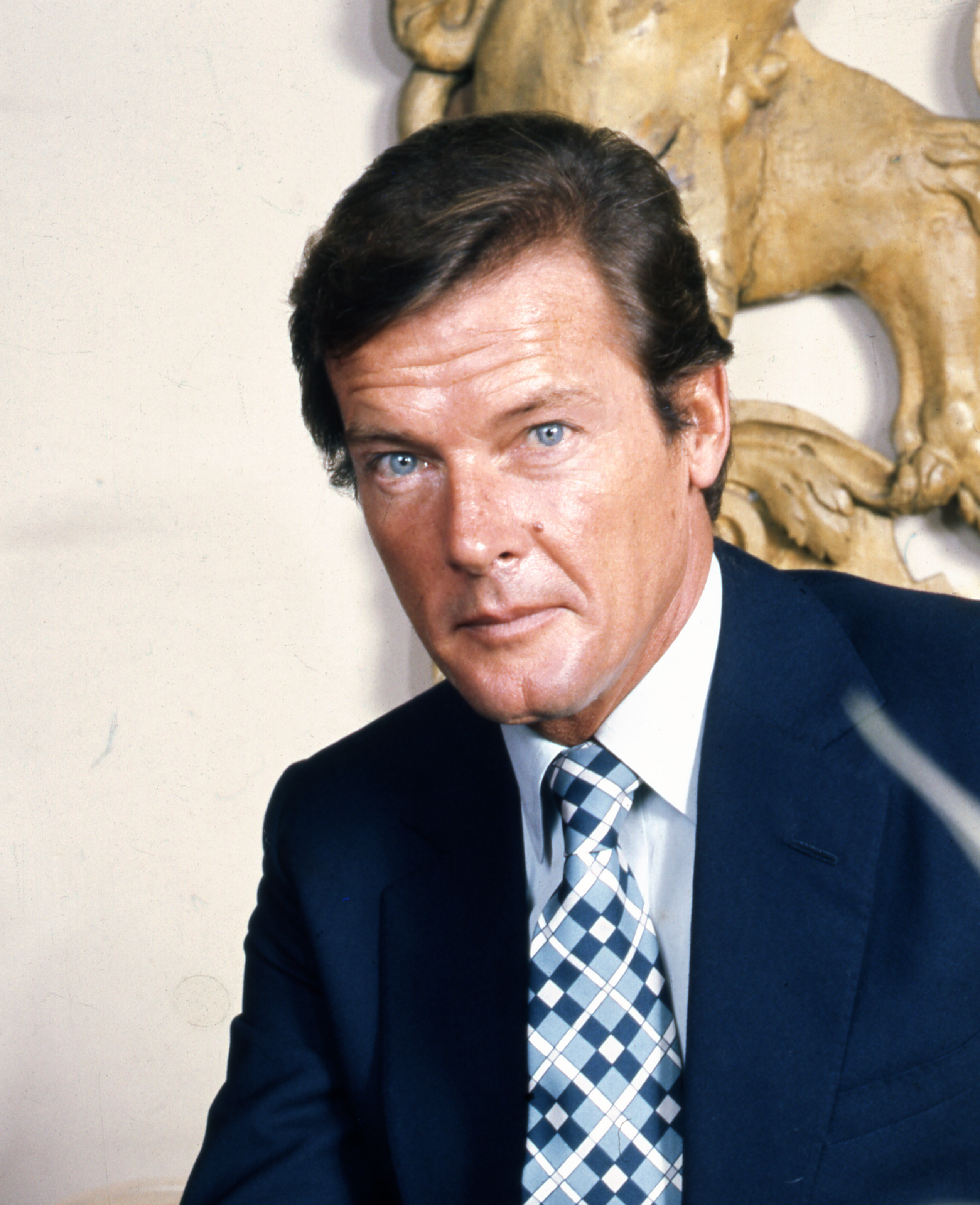
3. Roger Moore (7 Filme, 1973–1985)
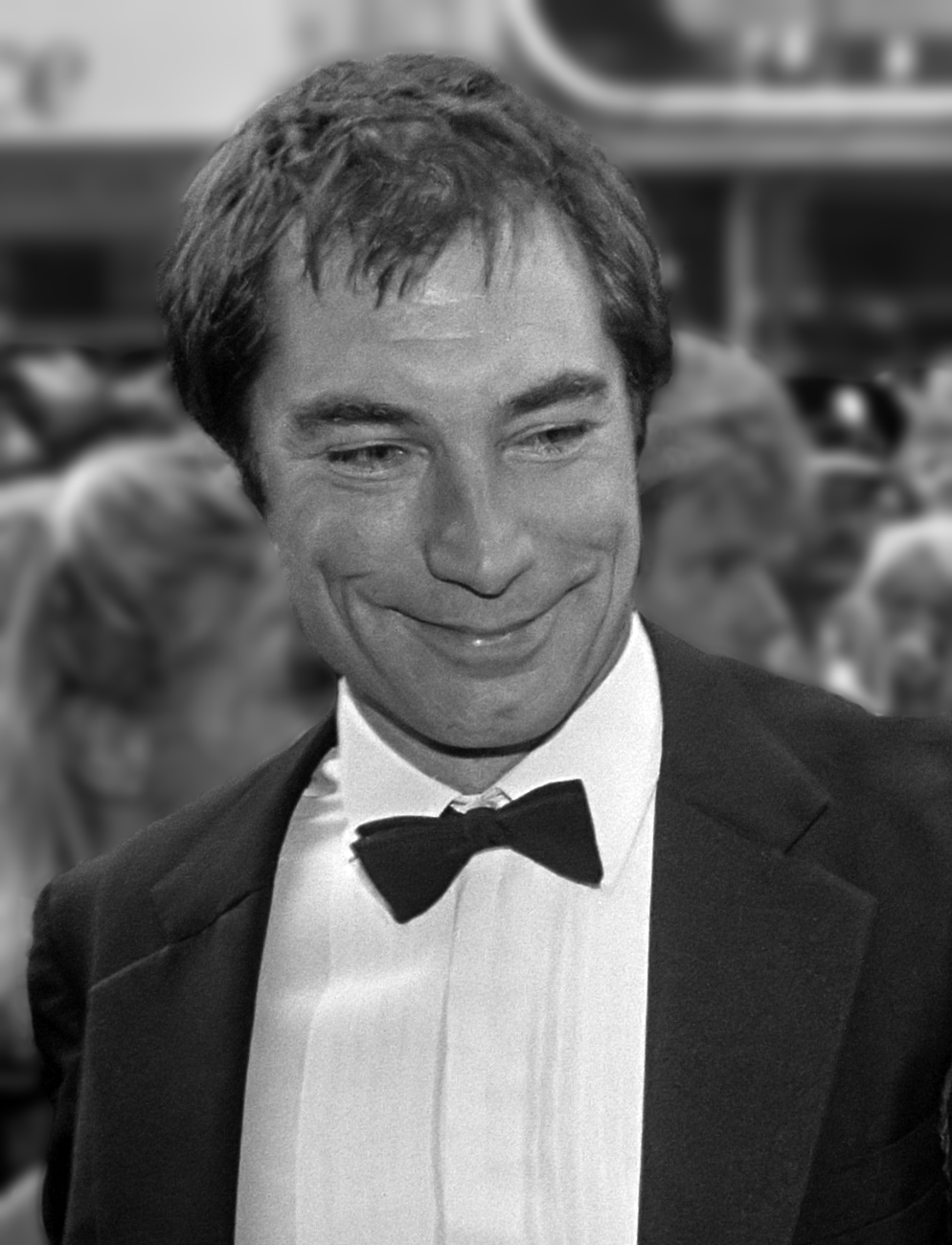
4. Timothy Dalton (2 Filme, 1987–1989)
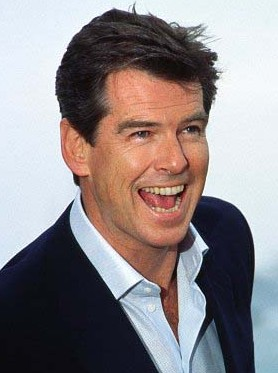
5. Pierce Brosnan (4 Filme, 1995–2002)
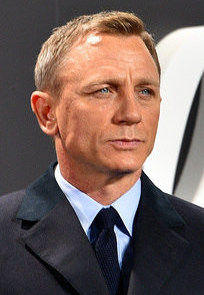
6. Daniel Craig (5 Filme, 2006–2021)

### Andere Figuren

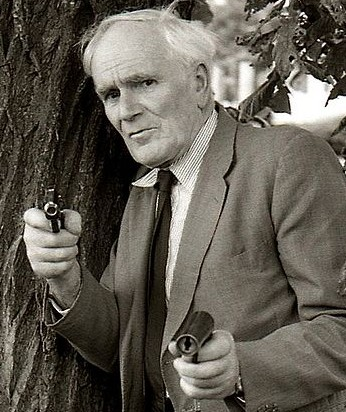
Desmond Llewelyn ist vor allem durch seine Rolle als Q in 17 James-Bond-Filmen bekannt geworden.

Zu den Verbündeten James Bonds gehören:
- M, James Bonds Vorgesetzter bzw. Vorgesetzte
- Miss Moneypenny, die Sekretärin von M
- Q, der sogenannte Quartiermeister (englisch quartermaster), der Bond mit raffinierten technischen Geräten und Waffen ausstattet
- Felix Leiter, CIA-Agent, später bei der DEA, James Bonds bester Freund

### Fahrzeuge in den Bond-Filmen
| Filmtitel                      | Fahrzeuge |
| ------------------------------ | --- |
| James Bond jagt Dr. No         | Sunbeam Alpine Series II                                                                                            |
| Liebesgrüße aus Moskau         | Bentley 3 ½ Litre                                                                                                   |
| Goldfinger                     | Aston Martin DB5 |
| Feuerball                      | Aston Martin DB5, 65er Ford Thunderbird Cabrio                                                                      |
| Man lebt nur zweimal           | Toyota 2000 GT |
| Im Geheimdienst Ihrer Majestät | Mercury Cougar 1969 Convertible, Aston Martin DBS                                                                   |
| Diamantenfieber                | Ford Mustang Mach 1, Triumph Stag, Aston Martin DBS                                                                 |
| Leben und sterben lassen       | Chevrolet Bel Air, Chevrolet Impala, AEC Routemaster                                                                |
| Der Mann mit dem goldenen Colt | AMC Hornet, AMC Matador                                                                                             |
| Der Spion, der mich liebte     | Lotus Esprit Type 79, Ford Taunus TC                                                                                |
| Moonraker                      | Rolls-Royce Silver Shadow I, Hispano-Suiza J 12, MP Lafer                                                           |
| In tödlicher Mission           | Lotus Esprit, Citroën 2CV, Peugeot 504                                                                              |
| Octopussy                      | Alfa Romeo GTV6, Mercedes-Benz 250 SE (W 108)                                                                       |
| Im Angesicht des Todes         | Rolls-Royce Silver Cloud II, Renault 11, Chevrolet Corvette, American LaFrance Drehleiter                           |
| Der Hauch des Todes            | Aston Martin V8 Volante, Aston Martin V8 Vantage, Audi 200 quattro, Audi 200 Avant quattro                          |
| Lizenz zum Töten               | Kenworth W500B, Rolls-Royce Silver Shadow II, Maserati Biturbo 425i                                                 |
| GoldenEye                      | Aston Martin DB5, BMW Z3, Ferrari F355, T-55                                                                        |
| Der Morgen stirbt nie          | BMW 750iL, BMW R1200C, Aston Martin DB5                                                                             |
| Die Welt ist nicht genug       | BMW Z8, Land Rover Discovery, Aston Martin DB5                                                                      |
| Stirb an einem anderen Tag     | Aston Martin V12 Vanquish, Ford Thunderbird Retro                                                                   |
| Casino Royale                  | Aston Martin DBS, Ford Mondeo, Aston Martin DB5                                                                     |
| Ein Quantum Trost              | Aston Martin DBS, Volvo S40, Alfa Romeo 159, Ford Ka, Ford Edge, Range Rover Sport, Land Rover Defender             |
| Skyfall                        | Aston Martin DB5, Range Rover Vogue SE, Jaguar XJ LWB, Mercedes-Benz S-Klasse, Land Rover Defender, Honda CRF Rally |
| Spectre                        | Aston Martin DB10, Aston Martin DB5, Jaguar C-X75                                                                   |
| Keine Zeit zu sterben          | Aston Martin DB5, Aston Martin V8, Aston Martin Valhalla                                                            |

Als Besonderheit kann gewertet werden, dass viele der Autos im Zuge von Kampfhandlungen schwer beschädigt beziehungsweise zerstört werden – so werden der Lotus Esprit in In tödlicher Mission gesprengt, der BMW 750 in Der Morgen stirbt nie fliegt vom Parkhaus in eine Filiale von AVIS, und der BMW Z8 in Die Welt ist nicht genug wird zersägt. Im Zuge dieser Totalschäden entwickelt sich ein Running Gag mit den Quartiermeistern Q und R, die Bond inständig bitten, das Fahrzeug als Ganzes wiederzubringen, was dieser aber nur in den seltensten Fällen tut. Auch andere von Bond verwendete Transportmittel, wie Boote oder Flugzeuge, werden im Laufe des Einsatzes häufig zerstört.

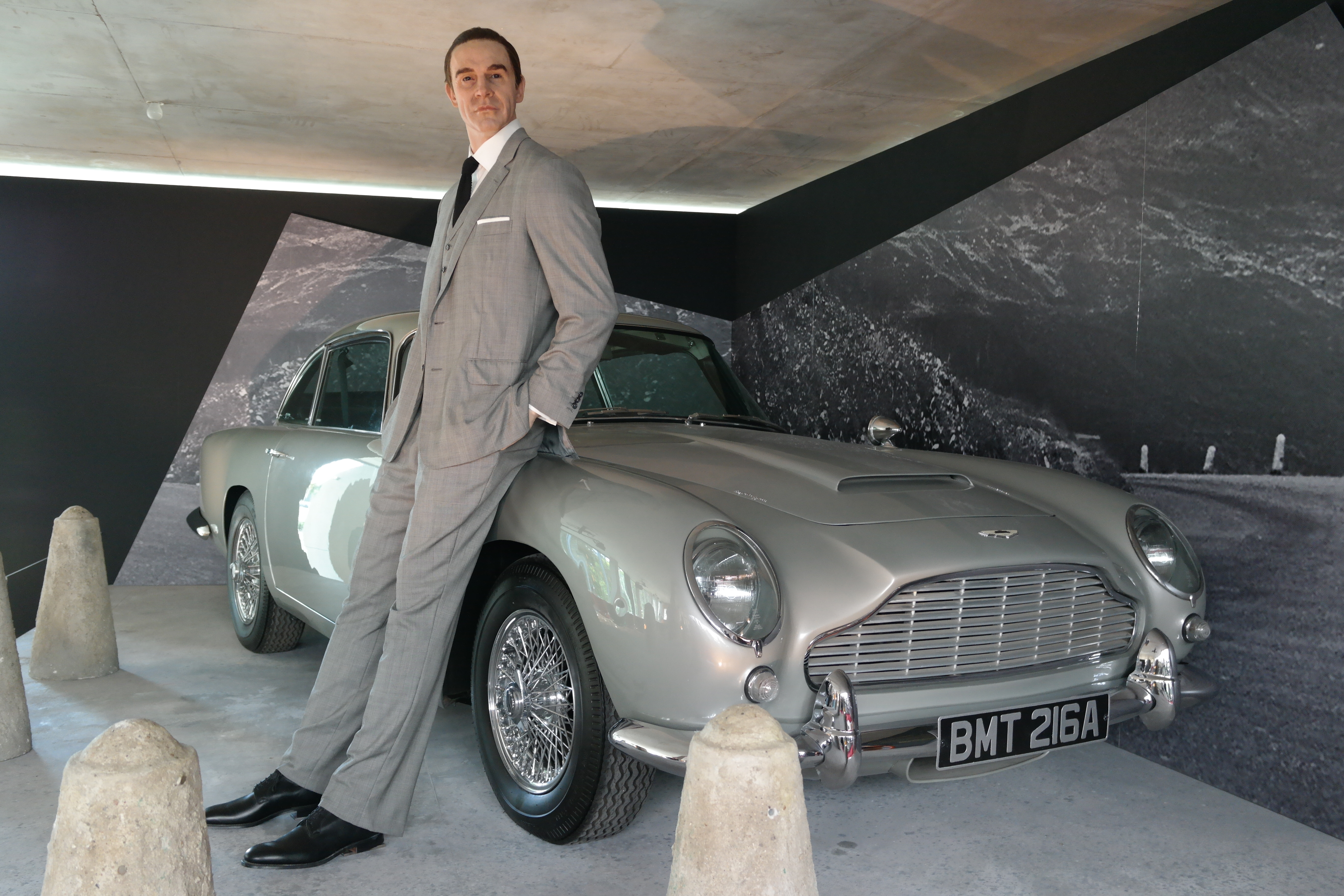
Aston Martin DB5 aus dem Film Goldfinger (1964)
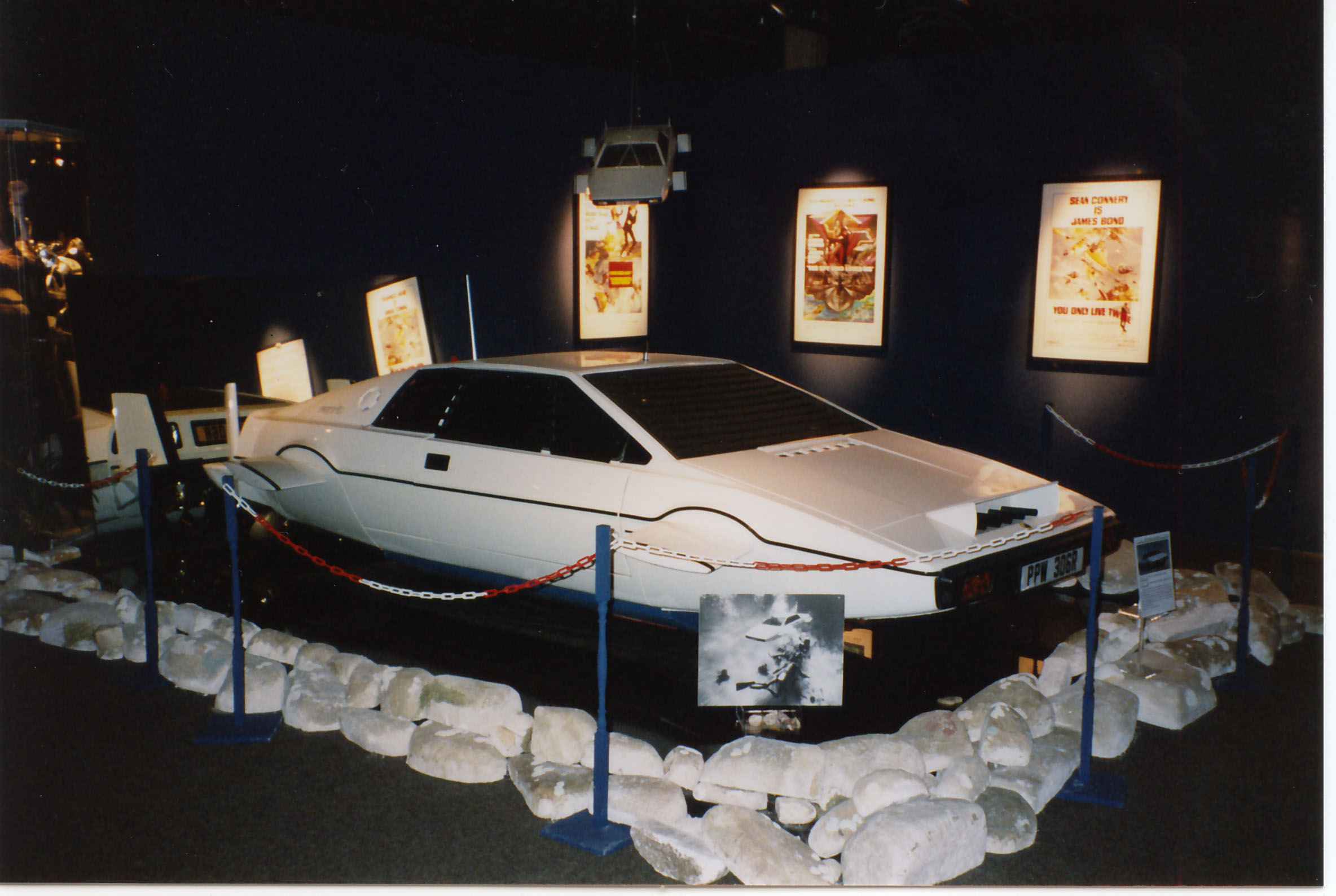
Lotus Esprit aus dem Film Der Spion, der mich liebte (1977)
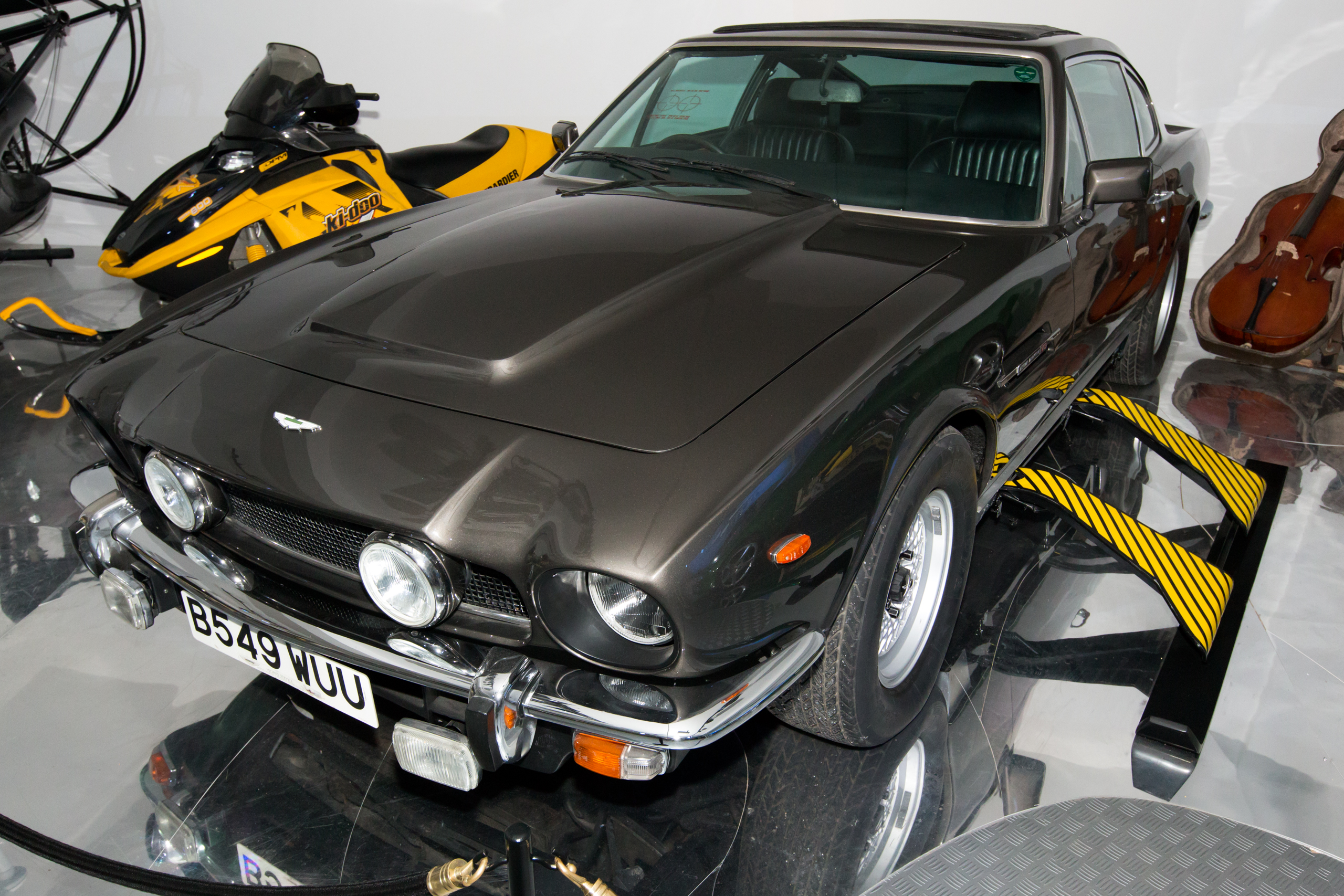
Aston Martin V8 aus dem Film Der Hauch des Todes (1987)
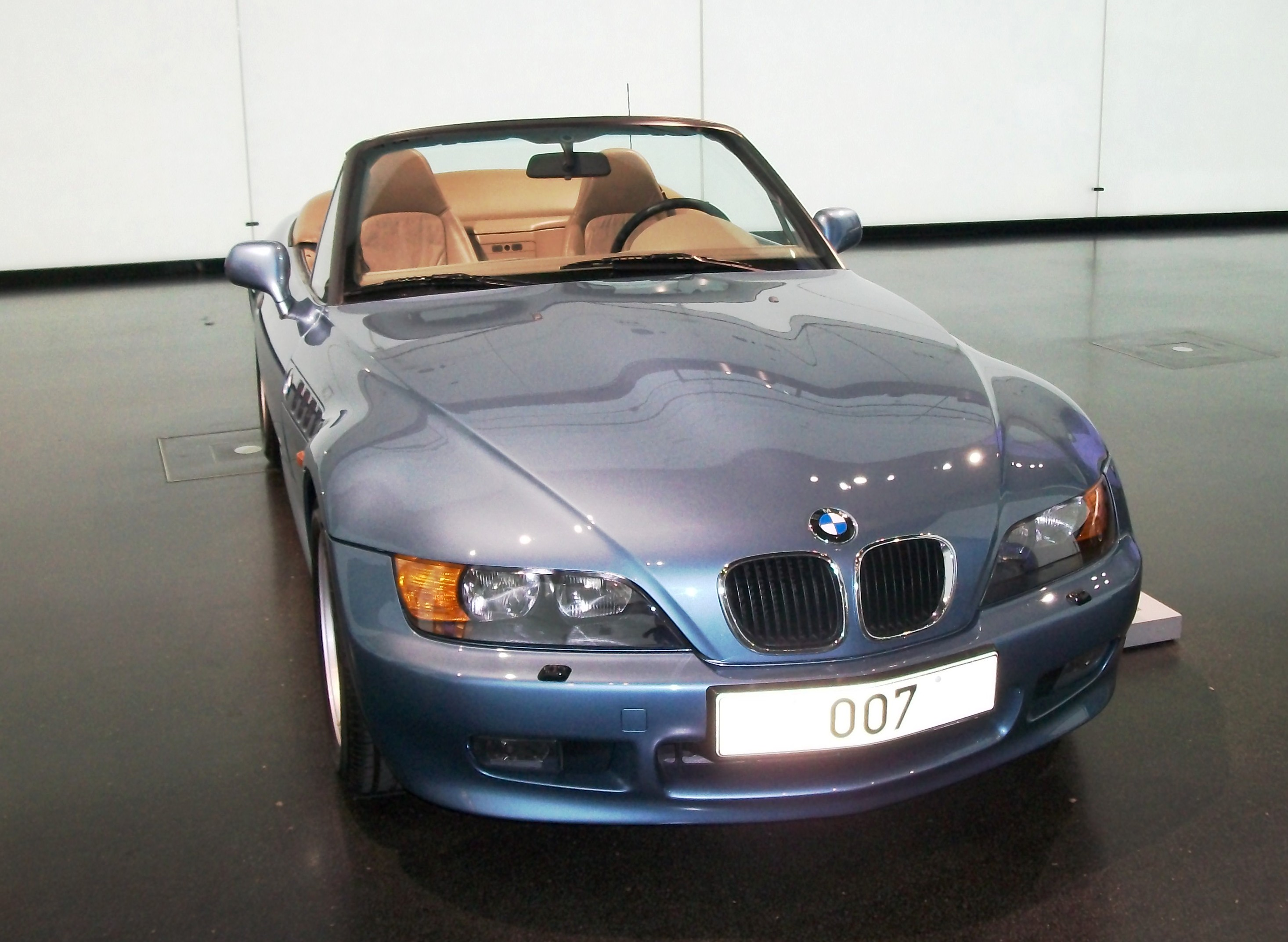
BMW Z3 aus dem Film GoldenEye (1995)
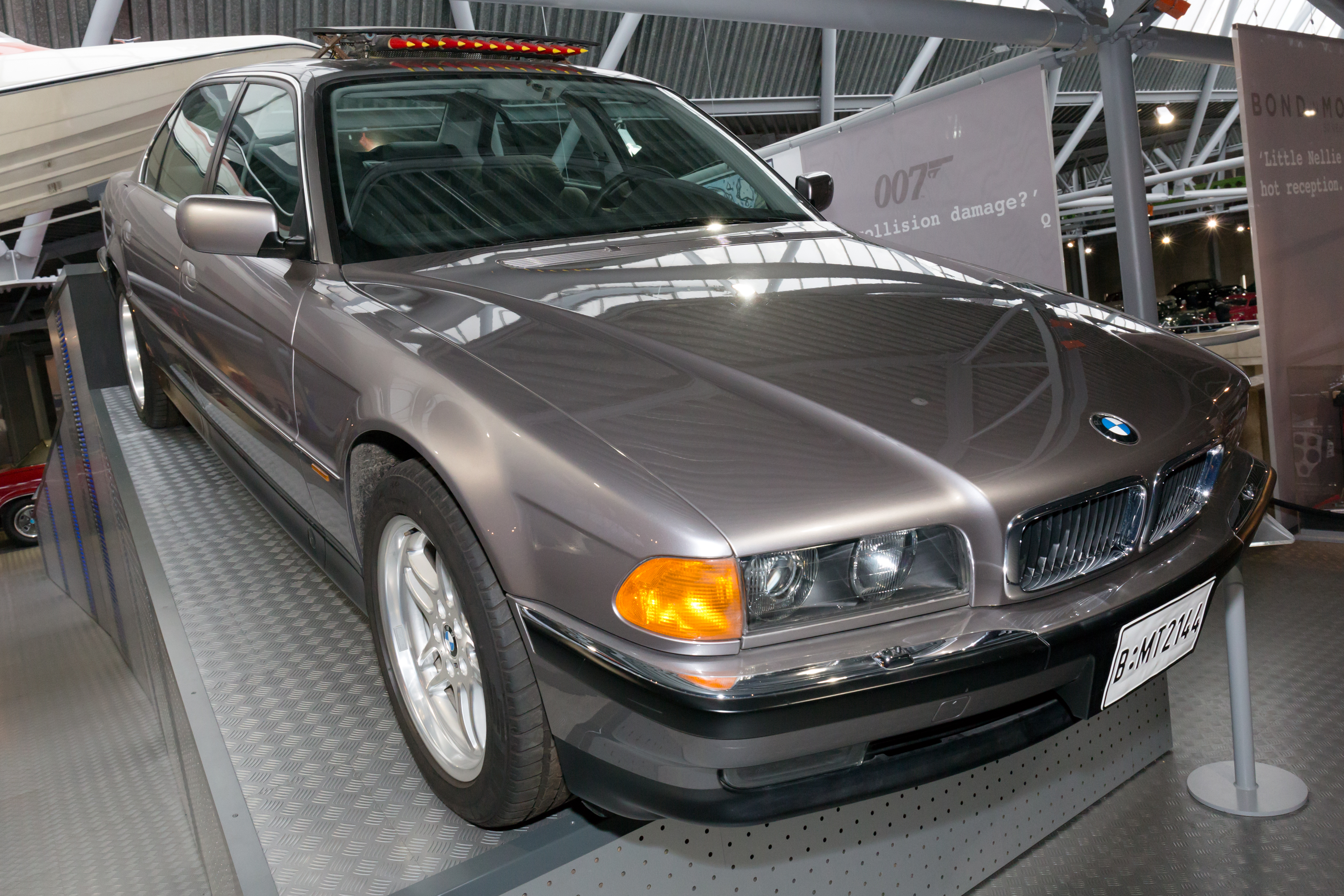
BMW 750iL aus dem Film Der Morgen stirbt nie (1997)
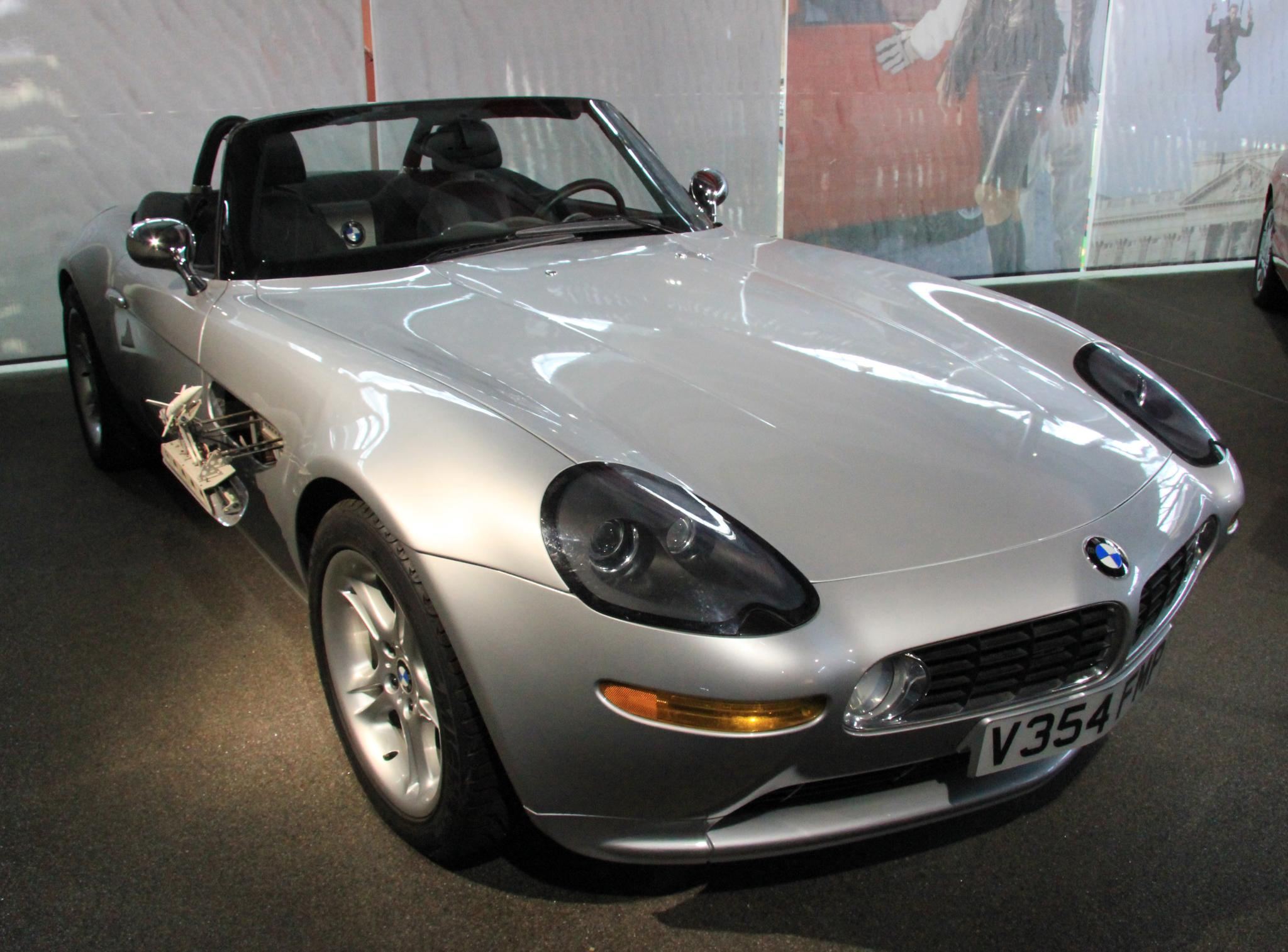
BMW Z8 aus dem Film Die Welt ist nicht genug (1999)
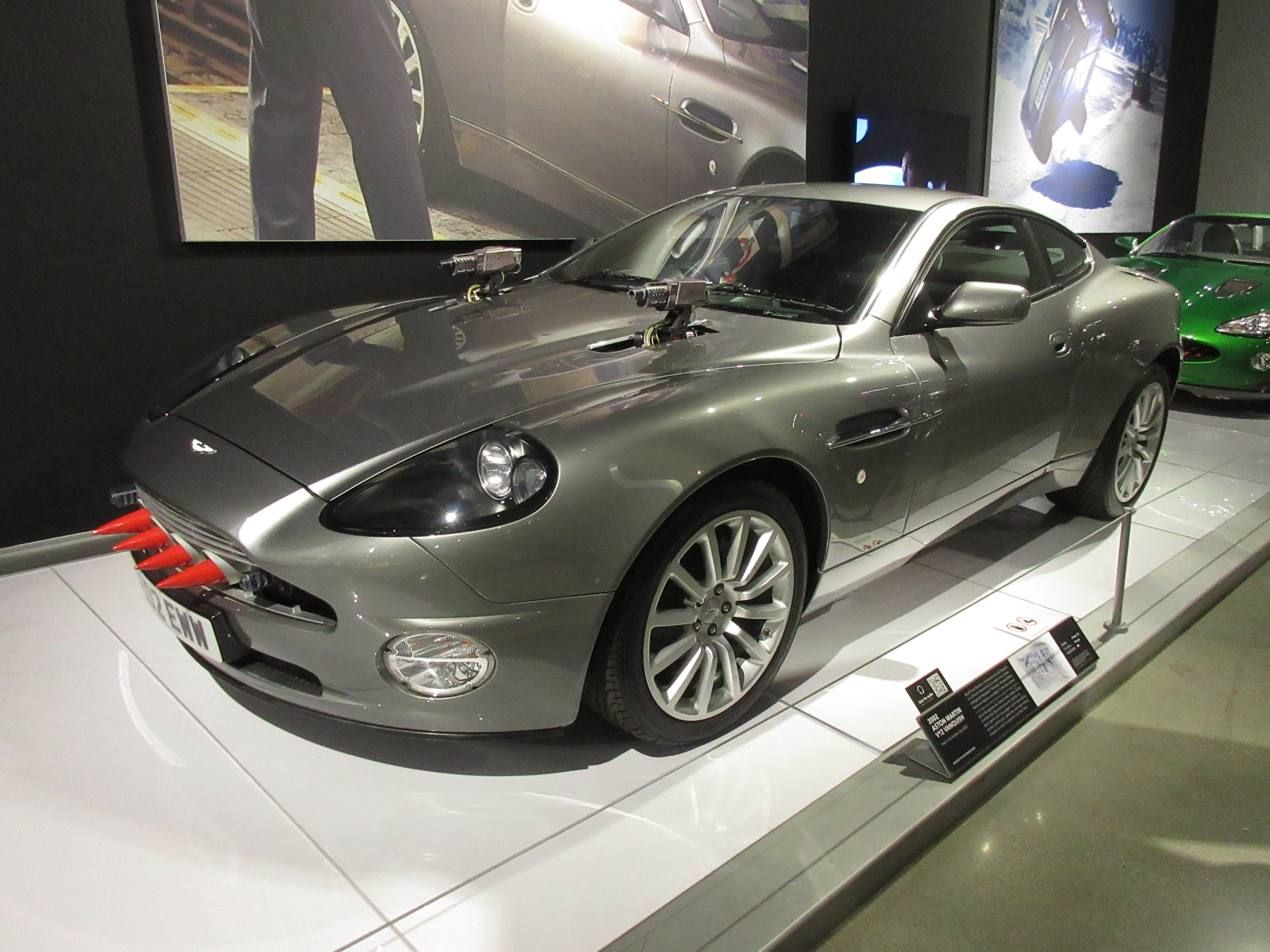
Aston Martin V12 Vanquish aus dem Film Stirb an einem anderen Tag (2002)
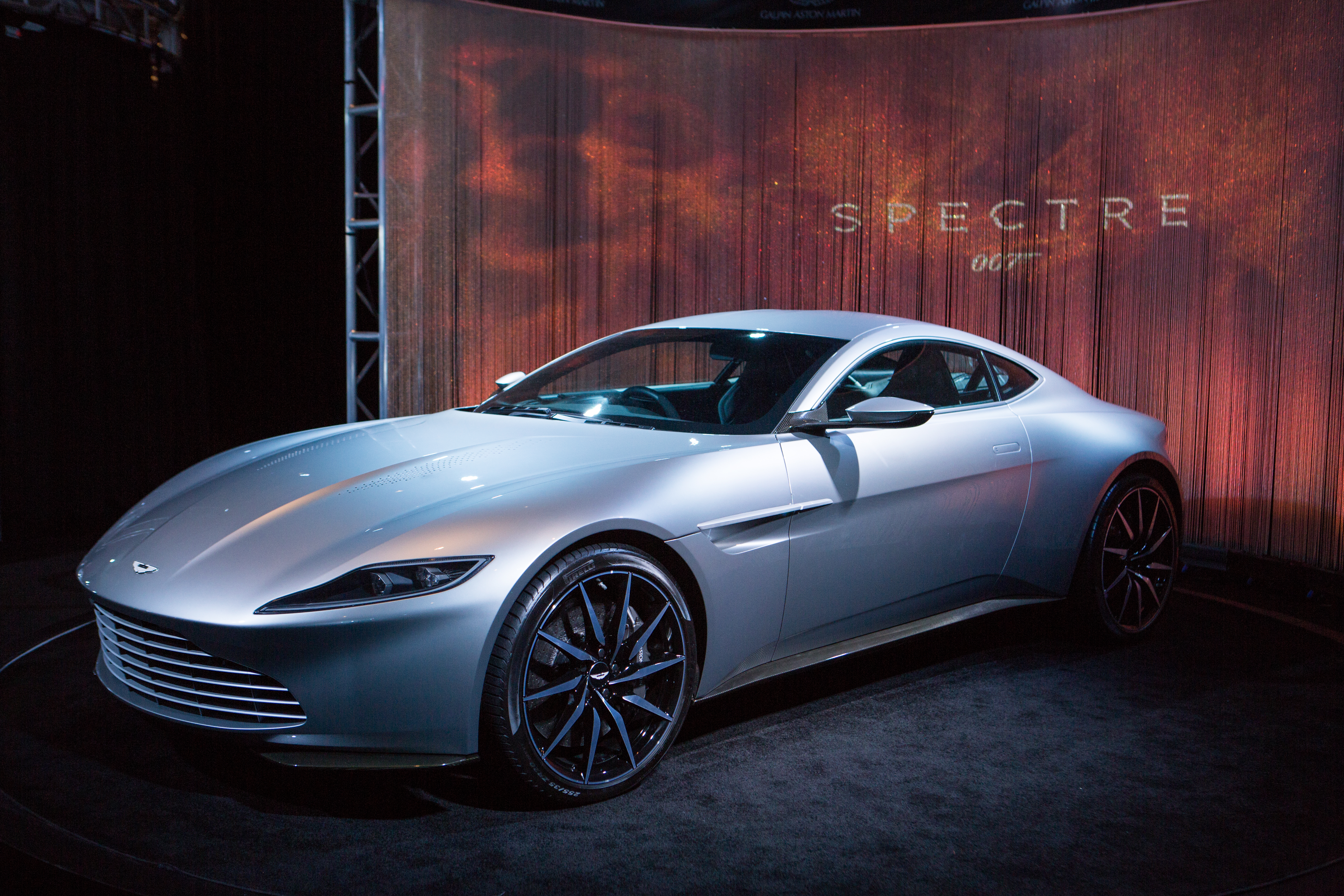
Aston Martin DB10 aus dem Film Spectre (2015)

### Schauplätze und Drehorte

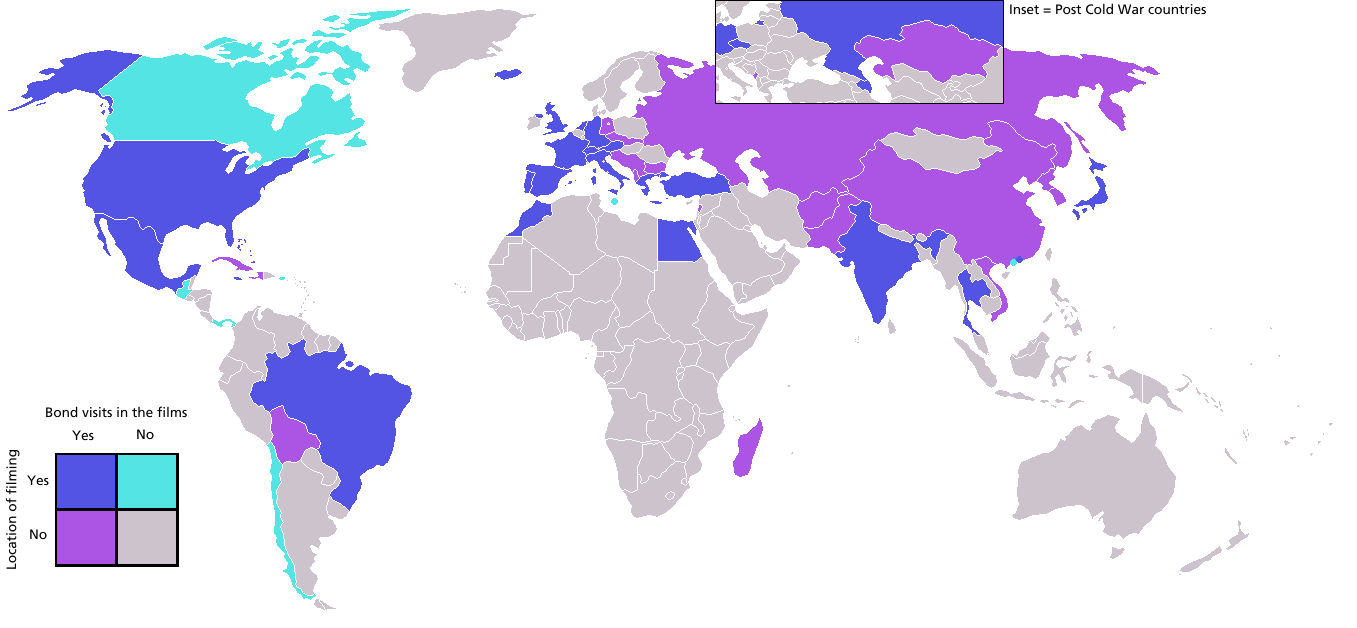
Drehorte und Handlungsplätze der Bond-Filme (bis 2008)

| Filmtitel                      | Jahr | Schauplätze (fiktive Orte in Anführungszeichen) | Drehorte |
| ------------------------------ | ---- | --- | --- |
| James Bond jagt Dr. No         | 1962 | Kingston, London, Jamaika, „Crab Key“ (Dr. Nos Insel) | Pinewood Studios, London, Kingston, Jamaika |
| Liebesgrüße aus Moskau         | 1963 | „Spectre Island“ (Trainingscamp von SPECTRE), Fluss in England, London, Istanbul, mit dem Orient-Express über Belgrad und Zagreb zur jugoslawisch-italienischen Grenze, Venedig | Pinewood Studios, London, England, Schottland, Istanbul, Türkei, Italien |
| Goldfinger                     | 1964 | ungenannter mittelamerikanischer Staat, Miami Beach, London, Golfplatz in England, Genf, Andermatt, Furkapass, „Auric Enterprises“ (Goldfingers Fabrik in Stans, in der Schweiz), „Goldfingers Gestüt“ in Kentucky, Fort Knox, über dem Nordatlantik                                                 | Pinewood Studios, England, Andermatt, Furkapass, Pilatus Flugzeugwerke in Stans (Schweiz), Miami, Kentucky |
| Feuerball                      | 1965 | Herrenhaus in Frankreich, Hauptquartier von SPECTRE in Paris, „Shrublands“ (ein Sanatorium bei London), England, Bahamas, Nassau | Pinewood Studios, England, Paris, Schloss Anet in Frankreich, Nassau, Bahamas, Miami |
| Man lebt nur zweimal           | 1967 | Erdumlaufbahn, amerikan. Raketenkontrollzentrum, sowjet. Radarstation, Hongkong, Tokio, Kōbe, Kyūshū, Hauptquartier von SPECTRE in einem Vulkankrater | Pinewood Studios, England, Tokio, Japan, Control and Reporting Centre Mågerø (Norwegen), Gibraltar, Bahamas, Bermuda |
| Im Geheimdienst Ihrer Majestät | 1969 | Estoril, Lissabon, Bern, England, London, Lauterbrunnen, „Bleuchamps medizinisches Institut für Allergien“ (Hauptquartier von SPECTRE) im Piz Gloria auf dem Schilthorn im Berner Oberland, Feldkirch (Vorarlberg), Grindelwald, Portugal                                                            | Pinewood Studios, England, Bern, Lauterbrunnen, Schilthorngipfel, Grindelwald, Winteregg, Mürren, Andermatt, Lissabon, Portugal |
| Diamantenfieber                | 1971 | Tokio, Kairo, Cannes, London, Diamantenmine in Südafrika, Amsterdam, Los Angeles, Las Vegas, Ölplattform vor der Küste Kaliforniens (Hauptquartier von SPECTRE) | Pinewood Studios, England, Amsterdam, Flughafen Frankfurt Main, Los Angeles, Las Vegas, Nevada, Bohrplattform vor Südkalifornien |
| Leben und sterben lassen       | 1973 | „Bonds Wohnung“ in London, New York, New Orleans, „San Monique“ (ein Inselstaat in der Karibik) | Pinewood Studios, England, New Orleans, Louisiana, New York |
| Der Mann mit dem goldenen Colt | 1974 | London, Beirut, Macau, Hongkong, Bangkok, „Scaramangas Insel“ im Südchinesischen Meer, Pang Nga Bay (Thailand) | Pinewood Studios, England, Macao, Hongkong, Bangkok, Khao Phing Kan in der Phang-Nga-Bucht |
| Der Spion, der mich liebte     | 1977 | „Berngarten“ in Österreich, Moskau, Schottland, Ägypten, Kairo, Gizeh, Luxor-Tempel, Abu Simbel, Sardinien, „Atlantis“ (Strombergs Plattform im Mittelmeer) | Pinewood Studios, England, Kairo, Gizeh, Luxor, Abu Simbel, Sardinien, Bahamas, Malta, Okinawa, Mount Asgard in Kanada, Graubünden |
| Moonraker – Streng geheim      | 1979 | über dem Nordatlantik, auf dem Rückflug aus Afrika, London, Los Angeles, „Drax’ Schloss“ in Kalifornien, Venedig, Rio de Janeiro, Urwald von Brasilien, „Drax’ Raumstation“ im Weltraum | Pinewood Studios, England, Paris, Schloss Vaux-le-Vicomte bei Melun, Billancourt Studios, Boulogne Studios, Frankreich, Venedig, Rio de Janeiro, Iguazú-Wasserfälle, Maya-Stadt Tikal in Guatemala, Los Angeles, Kalifornien, Florida |
| In tödlicher Mission           | 1981 | Friedhof bei London, London, Ionisches Meer, Gegend von Madrid, Cortina d’Ampezzo, Korfu, irgendwo an der alban. Küste, Kloster „St. Cyril’s“ in Griechenland | Pinewood Studios, England, London, Cortina d’Ampezzo, Korfu, Meteora-Kloster Agia Triada in Griechenland, Bahamas, Nordsee |
| Octopussy                      | 1983 | ungenannter lateinamerikanischer Staat, Ost-Berlin, Berliner Mauer, Residenz des brit. Botschafters in West-Berlin, Sotheby’s in London, Udaipur, „Octopussys Palast“ in Indien, Karl-Marx-Stadt in der DDR, Zugfahrt über die innerdeutsche Grenze, „Feldstadt“ (eine US-Air-Force-Basis in Bayern) | Pinewood Studios, England, London, West-Berlin, Udaipur, Taj Mahal, Indien, Utah |
| Im Angesicht des Todes         | 1985 | Sibirien, London, Ascot, Paris, „Zorins Schloss“ in Frankreich, San Francisco, „Zorins Silbermine“ bei der San-Andreas-Spalte, Golden Gate Bridge | Pinewood Studios, England, Ascot, Paris, Schloss Chantilly in Frankreich, San Francisco, Vatnajökull (Gletscher in Island), Vedretta di Scerscen Inferiore (Gletscher in Italien)                                                     |
| Der Hauch des Todes            | 1987 | Gibraltar, Bratislava, London, England, Wien, „Eiserner Vorhang“ zwischen der ČSSR und Österreich, Tanger, Afghanistan, Marokko | England, Wien (Volksoper und Gasometer), Österreich (in Kärnten am Weissensee), Tanger, Marokko, Mojave-Wüste, Gibraltar |
| Lizenz zum Töten               | 1989 | Bahamas, Key West, „Isthmus City“ (eine Stadt in Mittelamerika) | Churubusco Studios, Key West, Mexiko-Stadt, Mexiko |
| GoldenEye                      | 1995 | Archangelsk (im Film noch UdSSR), Monaco, Sewernaja Semlja, Sankt Petersburg, Kuba, Guantanamo Bay | Warner Bros. Studios Leavesden, London, England, Monaco, Puerto Rico, Lago-di-Vogorno-Staudamm in der Schweiz |
| Der Morgen stirbt nie          | 1997 | Khyber-Pass im Grenzgebiet zwischen Afghanistan und Pakistan, Südchinesisches Meer, Oxford, Hamburg, Okinawa, Vietnam, Ho-Chi-Minh-Stadt, Courchevel | Pinewood Studios, London, Oxford, England, Hamburg, Bangkok, Thailand, Florida, Mexiko |
| Die Welt ist nicht genug       | 1999 | Bilbao, London, Schottland, Baku, Ölfelder in Aserbaidschan, Atomwaffen-Forschungszentrum in Kasachstan, Istanbul | Pinewood Studios, London, England, Istanbul, Türkei, Baku, Bilbao, Schottland, Frankreich, Spanien |
| Stirb an einem anderen Tag     | 2002 | Nordkorea, demilitarisierte Zone zw. Nord- und Südkorea, Hongkong, Kuba, London, Island, „Graves Eispalast“ | Pinewood Studios, London, England, Cádiz als Kuba, Hawaii, Jökulsárlón-Eissee in Island |
| Casino Royale                  | 2006 | Prager Büro des MI6, Herrentoilette in Lahore, Pakistan, Uganda, Madagaskar, Bahamas, Miami, Montenegro, Comer See, Venedig | Pinewood Studios, Grandhotel Pupp in Karlsbad, Burg Loket nahe Karlsbad, Kloster Strahov in Prag, Villa del Balbianello in Lenno am Comer See, Venedig, Bahamas, Nationalmuseum in Prag                                               |
| Ein Quantum Trost              | 2008 | Gardasee, Carrara, Siena, London, Seebühne in Bregenz, Haiti, Bolivien, Talamone | Pinewood Studios, England, Siena, Gardasee, Feldkirch, Bregenz, Panama-Stadt, Panama, Atacama-Wüste in Chile, Mexiko, Talamone |
| Skyfall                        | 2012 | Istanbul, London, türkische Küste, Shanghai, Macau, Hashima (Silvas Insel), Skyfall-Anwesen in Schottland | London, Istanbul, Pinewood Studios, England, Rennbahn in Ascot als Shanghai Airport, Türkei, China |
| Spectre                        | 2015 | Mexiko-Stadt, London, Rom, Tokio, Altaussee, Tirol, Tanger, Hauptquartier von SPECTRE in einem Meteoritenkrater in der Wüste von Marokko | Pinewood Studios, London, Mexiko-Stadt, Rom, Tanger, Erfoud, Sölden, Obertilliach, Altaussee |
| Keine Zeit zu sterben          | 2021 | Matera, London, Jamaika, Kuba, Norwegen, Insel zwischen Japan und Russland (Safins Hauptquartier) | London, Italien, Jamaika, Norwegen, Färöer, Schottland, HMS Dragon |

### Musik

John Dees 007-Schriftzug

John Barry galt bis zum Verlassen der Filmreihe im Jahr 1987 als Hauskomponist der Bondfilme. Versuche, ihn später zurückzuholen, scheiterten. Beim ersten Bondfilm, James Bond jagt Dr. No (1962), arrangierte und dirigierte er Monty Normans berühmt gewordenes James-Bond-Thema. Insgesamt komponierte Barry elf Bond-Soundtracks, in Ausnahmefällen sprangen andere Komponisten für ihn ein, so Paul McCartney mit George Martin (Leben und sterben lassen, 1973, Originaltitel Live and Let Die), Marvin Hamlisch (Der Spion, der mich liebte, 1977), Bill Conti (In tödlicher Mission, 1981), Michael Kamen (Lizenz zum Töten, 1989) und Éric Serra (GoldenEye, 1995). Von 1997 bis 2008 war David Arnold für die Filmmusik verantwortlich. Bei Skyfall (2012) und Spectre (2015) wurde die Filmmusik von Thomas Newman komponiert, bei Keine Zeit zu sterben (2021) stammt die Musik von Hans Zimmer.

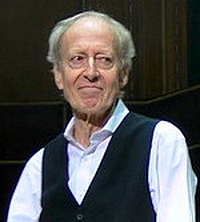
John Barry (2006), komponierte die Musik zu elf Bond-Filmen.

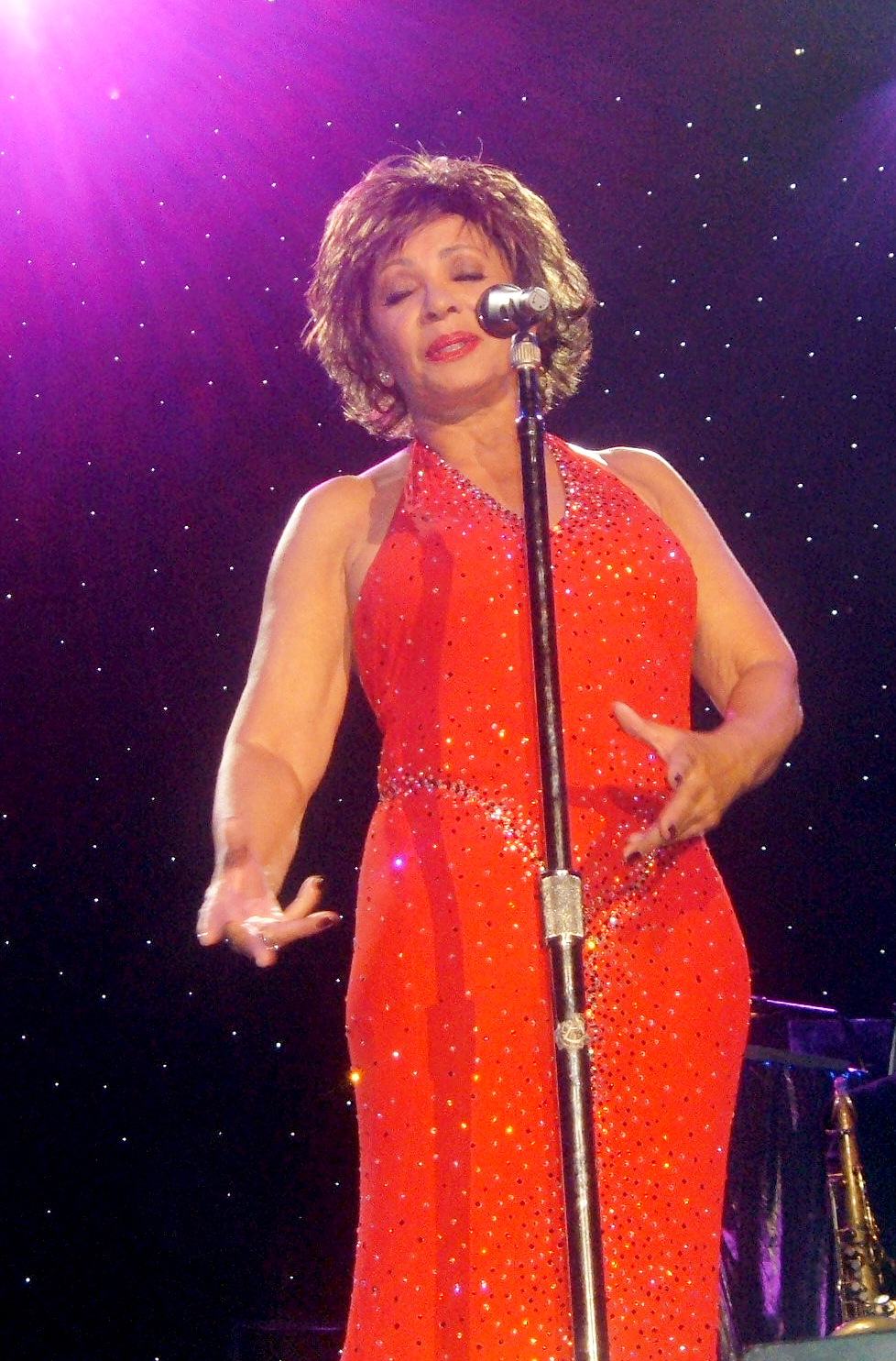
Shirley Bassey (2006), Interpretin dreier Bond-Titellieder

Prägend wirken dabei musikalische Hauptthemen, insbesondere das reihenübergreifende Bond-Thema und die Melodien der Titellieder. Sie werden beständig variiert und dabei in den fortlaufenden Soundtrack eingearbeitet, um dem Soundtrack neben der dramaturgischen Funktion eine musikalische Identität zu verleihen, die letztlich auch den Filmen insgesamt zugutekommt. Das James Bond Theme von Monty Norman eröffnet seit Liebesgrüße aus Moskau jeden Bond-Film bis zu Stirb an einem anderen Tag mit der typischen Pistolenlauf-Einstellung. In der Neuverfilmung von Casino Royale (2006) wurde der Film ohne dieses Thema eröffnet. Erst gegen Filmende erklingt das Bond-Thema vollständig ausgearbeitet, wenn Bond als gereifter Agent 007 ins Bild tritt und das Thema nahtlos in den Abspann überleitet. In Ein Quantum Trost und Skyfall beschließt das Bond-Thema den Film mit der ikonenhaften Pistolenlaufeinstellung und leitet über zum Abspann.
Die zwei unabhängig von Eon Productions Ltd. produzierten Bond-Abenteuer Casino Royale (1967) und Sag niemals nie (1983) unterscheiden sich in musikalischer Sicht von den Eon-Filmen mit dem maßgeblich von John Barry entwickelten Klang. Die Verwendung des Bond-Themas oder der Pistolenlaufsequenz war allein schon aus rechtlichen Gründen in diesen zwei Filmen ausgeschlossen.
Bis heute werden für die Titellieder weltbekannte Solisten und Gruppen verpflichtet. Dazu gehörten bisher Tom Jones, Nancy Sinatra, Louis Armstrong, Paul McCartney, A-ha, Tina Turner und Madonna. Shirley Bassey interpretierte gleich drei Titellieder für die Bond-Filme Goldfinger (1964), Diamonds Are Forever (1971) und Moonraker (1979). Sheena Easton war – mit ihrem Titellied zu In tödlicher Mission (1981) – als einzige Sängerin auch während des Vorspanns zu sehen. Madonna hatte zudem eine Kurzrolle in Stirb an einem anderen Tag, zu dem sie das Titellied sang. Als einzigen Interpreten eines Bond-Titelliedes gelang es der Gruppe Duran Duran mit A View To A Kill (1985) den ersten Platz der US-Charts zu belegen. Adeles Titellied Skyfall errang im Oktober 2012 die Spitze der deutschen Single-Charts und erhielt 2013 den Oscar für den besten Song. Billie Eilish, die den Titelsong von Keine Zeit zu sterben singt, ist die jüngste Interpretin eines James-Bond-Titelsongs. Der Titel erhielt 2022 den Oscar für den besten Song.

### Besonderheiten der Filme

Ursprüngliches britisches Logo, 1962/63

Variante des Logos für den Film Casino Royale, 2006

#### 007-Logo
Die Ziffernfolge 007 geht auf John Dee zurück, der seine Briefe an die britische Königin Elisabeth I. so signierte und sie dadurch als persönlich kennzeichnete – nur für die Augen der Majestät bestimmt. Das für Bondfilme in Großbritannien ursprünglich entworfene Logo war eine schwarze Pistole, die auf den roten Zahlen 007 lag. Das 1962 von Joseph Caroff entworfene 007-Pistolen-Logo findet sich heute auf vielen Werbeprodukten und international auf fast allen Kinoplakaten. Im asiatischen Raum wurden eigene Varianten entwickelt, wobei die japanische sich durch Detailreichtum hervortat. 1969 wurde das Logo leicht modifiziert. Für Roger Moore wurde 1973 ein etwas höheres und kantigeres Modell entwickelt, das auf dem Plakat zu Leben und sterben lassen in senkrechter Form mit „R0ger M0ore“ verschmolzen wurde. 1985 kehrte man wieder in leicht veränderter Form zur schrägen Variante von 1969 zurück, allerdings mit einem mehrkantigeren Korn auf dem Lauf. Im Jahr 1987, zum 25. Jubiläum und dem Eintritt Timothy Daltons als Bond, wurde der Lauf wieder der Version von 1962 angeglichen. Dieses Logo wurde erst 1995 zur Premiere von Pierce Brosnan im Film GoldenEye durch eine verschlankte Version ersetzt, die bis heute als offizielles 007-Symbol gilt.

#### Pistolenlaufsequenz

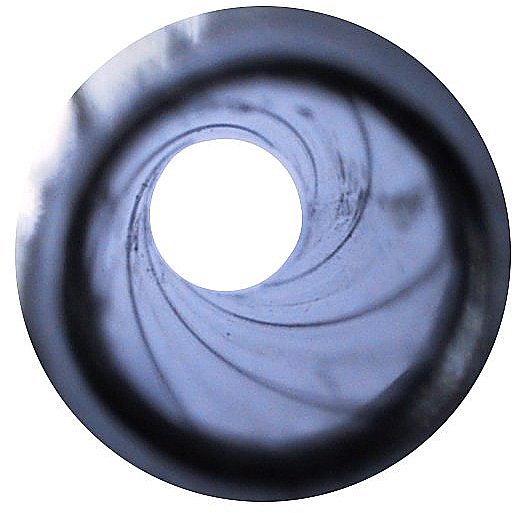
Ein gezogener Pistolenlauf

Zu Beginn fast eines jeden Bond-Films ertönt das von Monty Norman geschriebene und durch John Barrys Arrangement berühmt gewordene Thema aus Dr. No, das James Bond Theme. James Bond geht von rechts bis zur Bildmitte und schießt plötzlich mit einer Pistole in Richtung der Zuschauer. Diese Sequenz ist auch als Gun Barrel Sequence bekannt. Am Anfang des 20. Films – James Bond 007 – Stirb an einem anderen Tag – flog 2002 – zur Feier des doppelten Jubiläums der Bond-Serie – außerdem einmalig eine Kugel auf den Zuschauer zu.
Seit dem Neustart 2006 mit Daniel Craig als James Bond erschien diese Szene zunächst nicht mehr direkt am Anfang der Filme. In Casino Royale wird sie als Übergang zur Titelsequenz gezeigt und ist damit erstmals Teil der Filmhandlung. Bei Ein Quantum Trost und Skyfall erscheint sie am Ende des Films, direkt vor dem Abspann. Erst in Spectre ist sie, wie zuletzt im Jahr 2002, wieder am Anfang zu sehen.

#### Eröffnungssequenz und Vorspann
Nach der berühmten Pistolenlaufszene folgt seit Liebesgrüße aus Moskau ein gelegentlich vom Hauptfilm unabhängiges, aktionsreiches Kurzabenteuer oder ein Prolog im üblichen Sinne. Nun erst erscheint der meist sehr aufwendig gestaltete Vorspann mit den Credits. Der Vorspann ist unterlegt mit einem eigens komponierten Filmsong und zeigt häufig die Umrisse nackter oder leicht bekleideter Frauen. Bis Lizenz zum Töten war Maurice Binder (ausgenommen bei den Filmen Liebesgrüße aus Moskau und Goldfinger) Schöpfer dieser kunstvollen Sequenzen. Nach dessen Tod im Jahr 1991 übernahm Daniel Kleinman diese Aufgabe und führte seither Binders Tradition bis einschließlich Casino Royale fort. Die Titelsequenz zu Ein Quantum Trost wurde von der Firma MK12 erstellt. Seit Skyfall ist wieder Daniel Kleinman dafür zuständig.

#### Produktplatzierung
Produktplatzierung wird seit dem ersten James-Bond-Film gezielt eingesetzt. Beispiele für gezielt platzierte Marken sind:
Waffen
- Walther-Waffen, in fast allen Filmen, im Besonderen die Pistolen PPK und P99 oder das WA-2000-Scharfschützengewehr

Getränke
- Smirnoff-Wodka in James Bond jagt Dr. No und Der Morgen stirbt nie
- Dom Pérignon-Champagner in James Bond jagt Dr. No, Goldfinger, Der Mann mit dem goldenen Colt  und Der Spion, der mich liebte
- Champagne Bollinger in jedem James-Bond-Film seit 1983 (Octopussy), vorher ab Leben und Sterben lassen (1973) sporadisch
- Heineken löste Martini als Getränk in Skyfall ab
- Perrier in GoldenEye: Bond rammt mit einem Panzer einen mit Mineralwasser beladenen LKW

Uhren, Mode und Accessoires
- Rolex in James Bond jagt Dr. No, Leben und Sterben lassen und Uhr in Der Mann mit dem goldenen Colt
- Omega in GoldenEye, Die Welt ist nicht genug, Casino Royale, Spectre, Stirb an einem anderen Tag (Krone einer Omega-Uhr als Zeitzünder) und Keine Zeit zu sterben
- Seiko in Der Spion, der mich liebte, Moonraker (mit der Seiko-Uhr sprengt Bond sogar ein Tor), In tödlicher Mission und Octopussy (in Indien erhält Bond zwei Seiko-Uhren)
- Cartier Paris (Brieftasche „les must de Cartier“) in Im Angesicht des Todes, CIA-Gadgets in Moonraker
- Guy Laroche in In tödlicher Mission (Einkaufstüte aus Athen mit Werbeaufdruck)
- Bogner in In tödlicher Mission (blauer Ski-Overall von Bond in Cortina)

Unternehmen
- Caterpillar in Die Welt ist nicht genug und Skyfall
- KUKA Roboter in Stirb an einem anderen Tag (Schweissroboter)
- British Airways in Moonraker, GoldenEye und Stirb an einem anderen Tag
- Pan Am in James Bond jagt Dr. No, Liebesgrüße aus Moskau, Leben und Sterben lassen und Lizenz zum Töten
- Marlboro, 7 Up und British Airways in der langen „Rio-Sequenz“ von Moonraker
- Harrods in Der Hauch des Todes und Moonraker
- Avis Autovermietung, prominent platziert in Der Morgen stirbt nie[42]
- Arcoll-Sicherheitsgurte in der Zentrifugenkabine in Moonraker
- CMA CGM in Keine Zeit zu sterben[36]

Elektronikkonzerne
- Philips in Der Hauch des Todes (Schlüssel der Betäubungsgas versprüht), In tödlicher Mission (Einbaulautsprecher im Helikopter), Stirb an einem anderen Tag, Lizenz zum Töten (Bond nutzt Funkzünder von Philips zur Sprengung) und Angesichts des Todes (Monitore, Diktiergerät, Rasierer, Musikkassetten)

- Sony in Man lebt nur zweimal, Der Mann mit dem goldenen Colt (Monitor, Funkgerät), Octopussy (Monitore auf Qs Ballon), Der Spion der mich liebte (Monitore an Bord der Atlantis), Stirb an einem anderen Tag, Casino Royale (DVD-Player im Ocean Club) und Skyfall
- Sony Ericsson in Casino Royale (Bonds Handy auf den Bahamas) und Ein Quantum Trost (Fernseher an Bord des Privatsjets, Bond benutzt ein Klapphandy)
- Ericsson in Der Morgen stirbt nie (mit dem Handy steuert Bond den BMW)
- Minolta in Der Spion der mich liebte (Blechdose für Mikrofilm mit Minolta-Audruck)
- Olympus in Lizenz zum Töten (Kamera im Intro)
- Microsoft Windows CE in Die Welt ist nicht genug
- Apple Macintosh in Im Angesichts des Todes (Computer im Haus von Stacey)

Automobilhersteller
- Aston Martin in verschiedenen Filmen seit Goldfinger
- BMW in GoldenEye, Der Morgen stirbt nie (BMW 750 in Hamburg) und Die Welt ist nicht genug
- Lotus in Der Spion, der mich liebte und In tödlicher Mission

Neben der klassischen Form der Produktplatzierung im Sinne sichtbarer Produktdarstellung wurden auch sprachliche Platzierungen in James-Bond-Filmen eingebaut, zum Beispiel für Whiskas in Im Angesicht des Todes oder für Omega in Casino Royale.

#### Kontinuität
Die Romane von Fleming bauen aufeinander auf. Auch in den Filmen wird teilweise auf vergangene Abenteuer eingegangen, jedoch ändert sich das Äußere von Bond, bedingt durch den Wechsel der Schauspieler, ohne dass darauf eingegangen wird. Die Idee, dies durch eine Gesichtsoperation zu erklären, wurde für den ersten Wechsel in Im Geheimdienst Ihrer Majestät erwogen, jedoch fallen gelassen.
In Casino Royale (2006) wird mit der Kontinuität gebrochen und ein Neustart der Filmreihe vollzogen. Der Film handelt von Bonds erstem Einsatz, spielt aber in der Gegenwart. Durch diese chronologische Diskontinuität kommt es im Verlauf des Films zum tatsächlichen ersten Aufeinandertreffen zwischen Bond und dem CIA-Agenten Felix Leiter, der bereits in zuvor gedrehten Filmen der Reihe – und von unterschiedlichen Darstellern verkörpert – zu sehen war. Judi Dench verkörpert erneut Bonds Vorgesetzte M, eine Rolle, die sie erst seit GoldenEye (1995) innehat. Ein Quantum Trost (2008) knüpft direkt an den Vorgänger Casino Royale an. Im folgenden Film Skyfall (2012) werden die Charaktere Miss Moneypenny und Q erneut eingeführt, nun deutlich jünger und moderner als ihre Vorgänger. So ist Q ein Computerexperte, und Eve Moneypenny ist eine schwarze, ehemalige Agentin. In Keine Zeit zu sterben befindet sich Bond bereits im Ruhestand und seine Nummer 007 ist inzwischen an seine Nachfolgerin vergeben worden; zudem wird Bond in diesem Film Vater und stirbt am Ende der Filmhandlung durch einen Raketenangriff.

### Budgets und Einspielergebnisse der Eon-Filmreihe
Inflationsbereinigt (Stand: 2011) ist der Schauspieler Sean Connery mit einem durchschnittlichen Bruttoerlös (Einspielergebnis abzüglich Produktionskosten) von derzeit 629 Millionen US-Dollar pro Film der erfolgreichste Bond-Darsteller. Ihm folgen Daniel Craig mit umgerechnet 591, George Lazenby mit 496, Roger Moore mit 488, Pierce Brosnan mit 378 und als Schlusslicht Timothy Dalton mit 264 Millionen US-Dollar pro Film.
| №     | Deutscher Titel                | Jahr  | Bond-Darsteller | Budget (Mio. US$) | Einspielergebnis | Einspielergebnis                  |
| №     | Deutscher Titel                | Jahr  | Bond-Darsteller | Budget (Mio. US$) | (Mio. US$)       | (Mio. US$; inflations- bereinigt) |
| ----- | ------------------------------ | ----- | --------------- | ----------------- | ---------------- | --------------------------------- |
| 1     | James Bond jagt Dr. No         | 1962  | Sean Connery    | 1,2               | 59,6             | 618                               |
| 2     | Liebesgrüße aus Moskau         | 1963  | Sean Connery    | 2,5               | 78,9             | 808                               |
| 3     | Goldfinger                     | 1964  | Sean Connery    | 3,5               | 124,9            | 1.263                             |
| 4     | Feuerball                      | 1965  | Sean Connery    | 11,0              | 141,2            | 1.404                             |
| 5     | Man lebt nur zweimal           | 1967  | Sean Connery    | 9,5               | 111,6            | 1.048                             |
| 6     | Im Geheimdienst Ihrer Majestät | 1969  | George Lazenby  | 7,0               | 87,4             | 748                               |
| 7     | Diamantenfieber                | 1971  | Sean Connery    | 7,2               | 116,0            | 898                               |
| 8     | Leben und sterben lassen       | 1973  | Roger Moore     | 12,0              | 161,8            | 1.142                             |
| 9     | Der Mann mit dem goldenen Colt | 1974  | Roger Moore     | 13,0              | 97,6             | 621                               |
| 10    | Der Spion, der mich liebte     | 1977  | Roger Moore     | 14,0              | 187,3            | 969                               |
| 11    | Moonraker – Streng geheim      | 1979  | Roger Moore     | 34,0              | 210,3            | 909                               |
| 12    | In tödlicher Mission           | 1981  | Roger Moore     | 28,0              | 202,8            | 700                               |
| 13    | Octopussy                      | 1983  | Roger Moore     | 27,5              | 187,5            | 591                               |
| 14    | Im Angesicht des Todes         | 1985  | Roger Moore     | 30,0              | 157,8            | 460                               |
| 15    | Der Hauch des Todes            | 1987  | Timothy Dalton  | 40,0              | 191,2            | 528                               |
| 16    | Lizenz zum Töten               | 1989  | Timothy Dalton  | 32,0              | 156,2            | 395                               |
| 17    | GoldenEye                      | 1995  | Pierce Brosnan  | 60,0              | 353,4            | 0727                              |
| 18    | Der Morgen stirbt nie          | 1997  | Pierce Brosnan  | 110,0             | 346,6            | 677                               |
| 19    | Die Welt ist nicht genug       | 1999  | Pierce Brosnan  | 135,0             | 390,0            | 734                               |
| 20    | Stirb an einem anderen Tag     | 2002  | Pierce Brosnan  | 142,0             | 456,0            | 795                               |
| 21    | Casino Royale                  | 2006  | Daniel Craig    | 150,0             | 0.599,2          | 0932                              |
| 22    | Ein Quantum Trost              | 2008  | Daniel Craig    | 230,0             | 586,1            | 854                               |
| 23    | Skyfall                        | 2012  | Daniel Craig    | 200,0             | 1.108,6          | 1.504                             |
| 24    | Spectre                        | 2015  | Daniel Craig    | 245,0             | 880,7            | 1.165                             |
| 25    |                                | 2021  | Daniel Craig    | 250,0             | 0.774,0          | 0896                              |
| Summe | Summe                          | Summe | Summe           | 1794,0            | 7767,0           | 17025                             |

### Rezeption
In der Internet Movie Database erfahren die Filme generell eine gute Bewertung. So schneidet Casino Royale (2006) mit einer Bewertung von 8,0 derzeit am besten ab. Selbst Stirb an einem anderen Tag, der am schlechtesten bewertete Film der Reihe, hat eine Bewertung von 6,1.

### Romanfassungen der Drehbücher
- Christopher Wood
  - James Bond, The Spy Who Loved Me (1977; James Bond und sein größter Fall, 1977)
  - James Bond And Moonraker (1979; Moonraker; Moonraker – Streng geheim, 1979)
- John Gardner
  - Licence to Kill (1989; Lizenz zum Töten, 1989)
  - GoldenEye (1995; Golden Eye, 1995)
- Raymond Benson
  - Tomorrow Never Dies (1997; Der Morgen stirbt nie, 1997)
  - The World is Not Enough (1999; Die Welt ist nicht genug, 1999)
  - Die Another Day (2002; Stirb an einem anderen Tag, 2002)

## Weitere Verfilmungen

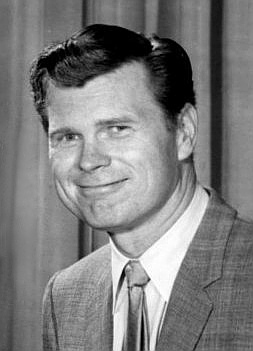
Barry Nelson, 1954 als Bond im Fernsehen und übergreifend der allererste Darsteller

Als Harry Saltzman und Albert R. Broccoli die Filmrechte für Ian Flemings Bond-Romane erstanden, konnten sie zwei Titel nicht sichern: Casino Royale und Feuerball.

### Casino Royale (1954/1967)
Casino Royale wurde bereits 1954 an Gregory Ratoff verkauft, dessen Agentur diese an CBS für die Produktion einer Fernsehshow vermitteln konnte. Die Live-Adaption von Flemings Debüt-Roman Casino Royale fand ihren Platz in einer einstündigen Episode der Fernsehserie Climax!. Die Regie führte William H. Brown Jr. Als erster Bond-Darsteller erschien darin der amerikanische Schauspieler Barry Nelson. Peter Lorre spielte damals den Gegenpart Le Chiffre. Mit dem vertrauten Bild des Kino-Bonds, wie er heute bekannt ist, hatte die Theatershow aus dem Jahr 1954 nur sehr wenig gemein; zudem hieß „James“ Bond in diesem Film „Jimmy“ und arbeitete für die CIA.

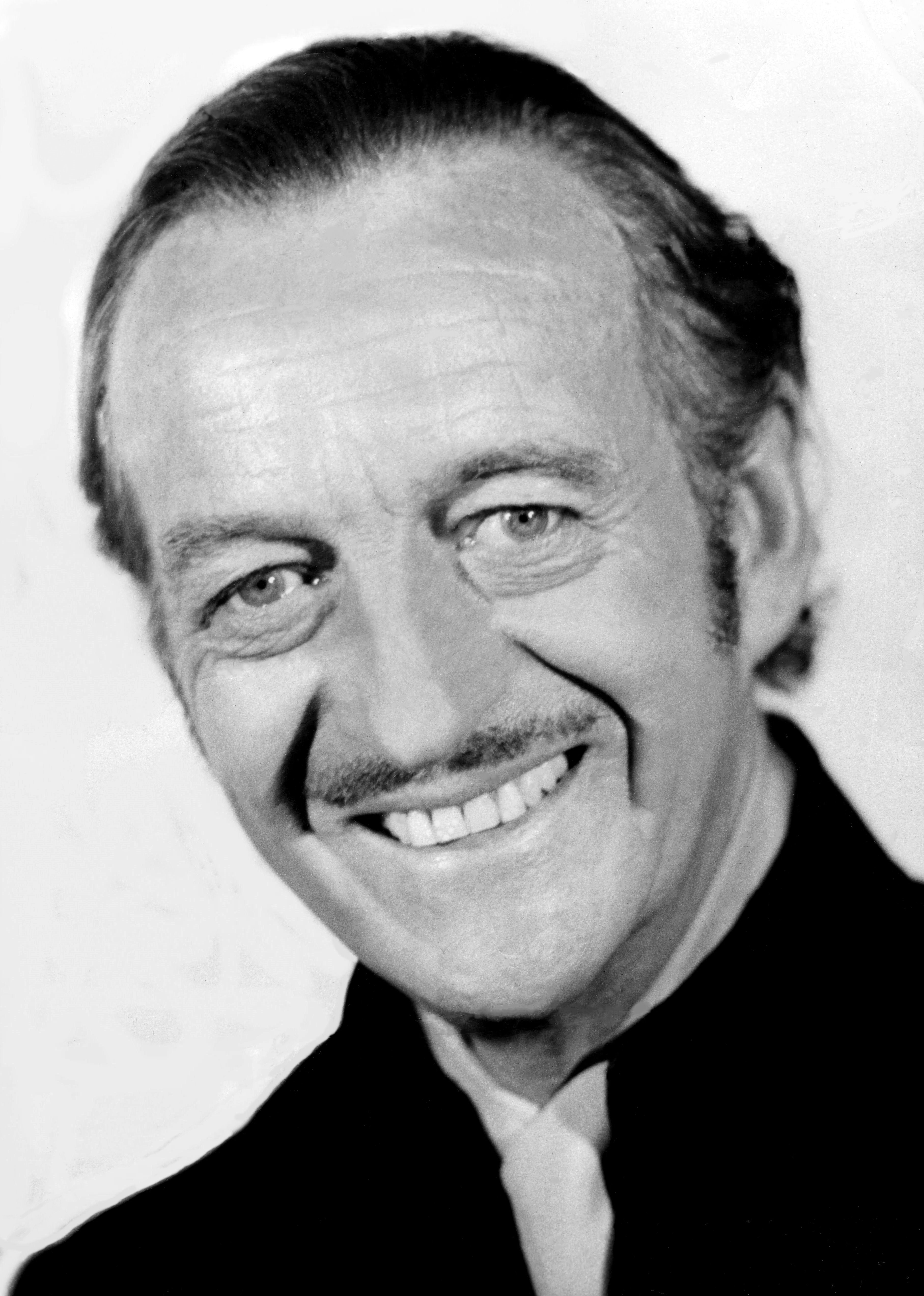
David Niven, Bond-Darsteller in der Parodie Casino Royale von 1967

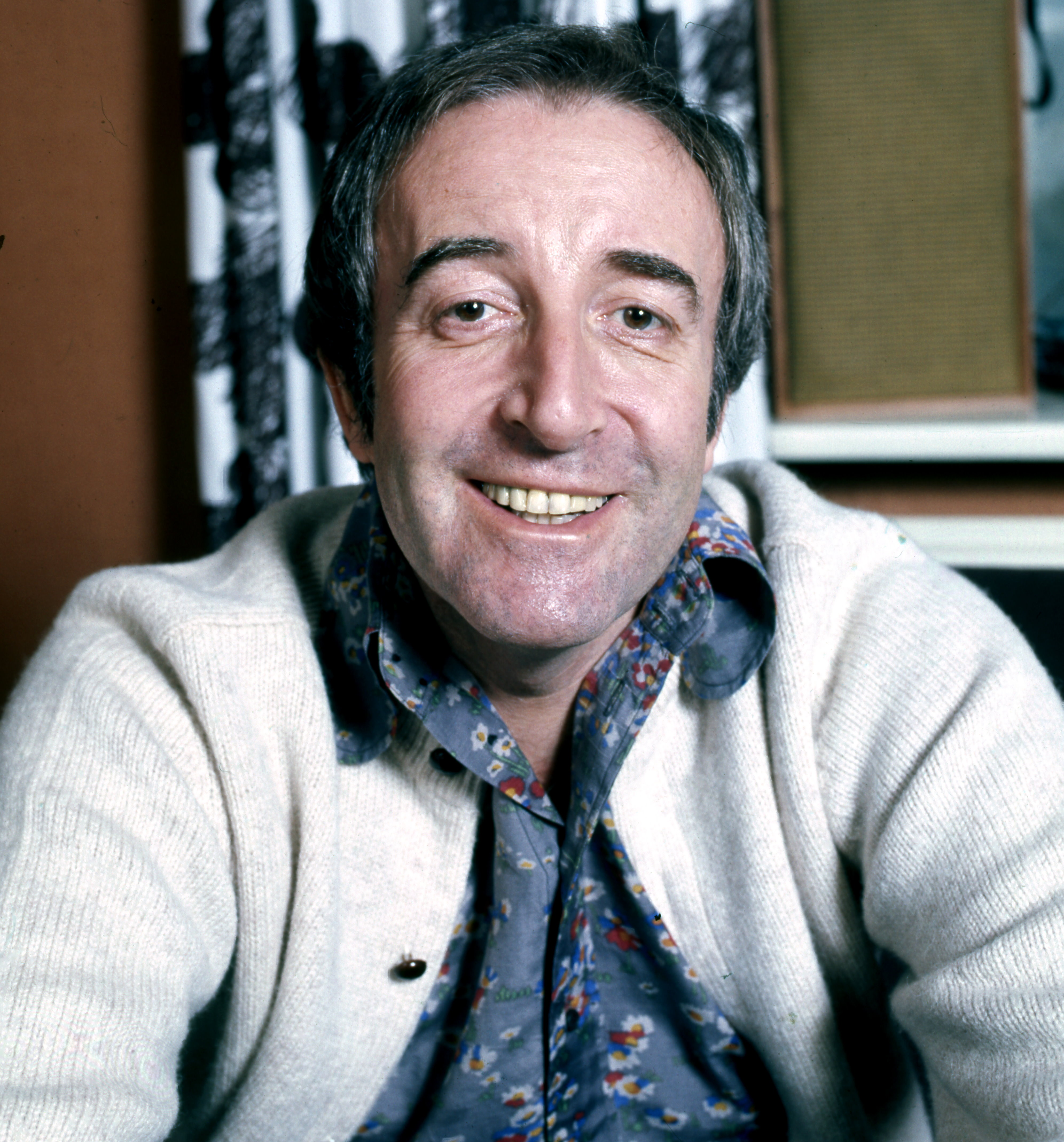
Peter Sellers, weiterer Bond-Darsteller in Casino Royale

Als Ratoff starb, verkaufte seine Frau die Rechte an Charles K. Feldman weiter. Feldman strebte zunächst – erfolglos – eine Partnerschaft mit Eon Productions Ltd. an und produzierte schließlich auf eigene Faust die Bond-Parodie Casino Royale, welche 1967 erschien. In der Rolle des James Bond 007 sind unter anderem David Niven, Peter Sellers und Terence Cooper zu sehen. Woody Allen spielt den Bösewicht und Neffen von James Bond – Jimmy Bond/Dr. Noah. Beteiligt war auch Ursula Andress, Darstellerin des ersten Bond-Girls in James Bond jagt Dr. No. Orson Welles verkörperte den Bösewicht „Le Chiffre“, gegen den James Bond am Baccara-Tisch antreten muss. Außerdem traten noch diverse international bekannte Schauspieler in mehr oder weniger kleinen Cameorollen auf, darunter Barbara Bouchet, William Holden, John Huston, Deborah Kerr, Daliah Lavi, George Raft, Charles Boyer, Peter O’Toole und Jean-Paul Belmondo.
Nach Feldmans Tod kaufte United Artists dessen Produktionsgesellschaft, an der auch Columbia Pictures Anteile durch die von CBS gesendete Fernsehshow besaß. Dies war der Grund für einen jahrzehntelangen Streit um den Status von Casino Royale. Sony kaufte 1989 Columbia Pictures. Die 1991 umbenannte Sony Pictures Entertainment versuchte nun, unter anderem auch durch eine Zusammenarbeit mit Kevin McClory, den Rechteinhaber von Feuerball und Sag niemals nie, in das Bond-Filmgeschäft einzusteigen, was wiederum Eon mit gerichtlichen Mitteln zu verhindern trachtete. Die Auseinandersetzung endete 1999 mit Eons Kauf der restlichen Filmrechtanteile an Casino Royale. Ironischerweise kaufte Sony 2004 die MGM-Studios, die 1981 mit United Artists fusioniert waren, so dass die neuesten Bond-Produktionen schließlich doch unter Sonys Flagge erfolgten.

### Sag niemals nie (1983)

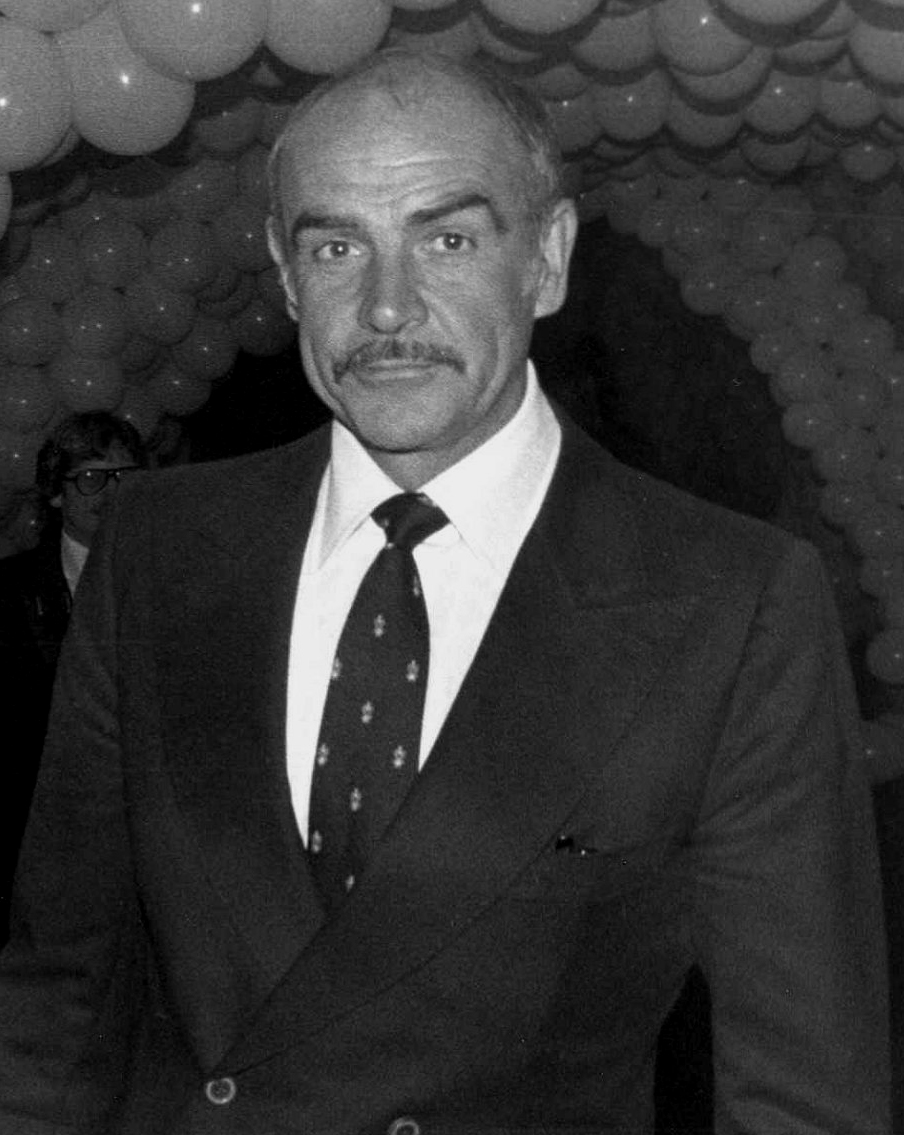
Sean Connery trat 1983 in Sag niemals nie nochmals als Bond auf

Sag niemals nie hat mit Connery als Bond den gleichen Handlungsaufbau wie der 1965 gedrehte Film Feuerball und kann daher als unabhängige Neuverfilmung angesehen werden. Die Romanvorlage von Feuerball wiederum geht auf ein geplantes Drehbuch für einen Film James Bond Secret Agent von Anfang der 1960er Jahre zurück, an welchem neben Fleming auch Kevin McClory und Jack Whittingham mitschrieben. Das Vorhaben zog sich damals in die Länge, und Fleming verlor die Lust an der Verfilmung. Die bis dahin erarbeiteten Elemente verwendete er 1960 für das Buch Thunderball, was die anderen nicht genannten Beteiligten veranlasste, Fleming der Verletzung des Urheberrechts anzuklagen. Dessen wurde er später für schuldig befunden, sodass deren Namen als Mitautoren genannt wurden und McClory die Filmrechte zugesprochen wurden. Den James-Bond-Produzenten Broccoli und Saltzman, die die Filmrechte der Bücher vor der Veröffentlichung von Feuerball erworben hatten, gelang es zwar, die Verfilmung von 1965 unter der Beteiligung McClorys auszuhandeln. McClory behielt aber die Rechte und ging in den folgenden Jahren eine Neuverfilmung an.
Schließlich kam 1983 Sag niemals nie als letzter Auftritt von Sean Connery in der Rolle von Bond in die Kinos. Als Bösewicht Maximilian Largo ist Klaus Maria Brandauer und als „Bondgirl“ Domino Kim Basinger zu sehen. Der Titel Never Say Never Again basiert auf einer Anspielung von Connerys Frau auf eine Aussage von Sean Connery, nie wieder James Bond spielen zu wollen. Das Skript basiert auf McClory und Whittingham. Eon versuchte vergeblich, die Verfilmung zu verhindern, um eine Schmälerung des Erfolgs von Octopussy aus demselben Jahr zu verhindern, was dann wahrscheinlich auch der Fall war. Der früher veröffentlichte Octopussy (ca. 187 Mio. Dollar) übertrumpfte das Konkurrenzprodukt Sag Niemals Nie (ca. 160 Mio. Dollar) finanziell nur geringfügig. Die US-amerikanischen Kinoverleihrechte lagen bei der Erstaufführung bei Warner Bros.

### Drehorte
| Filmtitel       | Jahr | Schauplätze (fiktive Orte in Anführungszeichen) | Drehorte |
| --------------- | ---- | --- | --- |
| Casino Royale   | 1967 | Schottland, London, Berlin, Casino Royale in Frankreich | Pinewood Studios (London), MGM-Studios (Denham-Uxbridge), Shepperton Studios, Mereworth Castle (Mereworth), Killin, Falls of Dochart, Killeen Castle County Meath, County Wicklow, Glencree |
| Sag niemals nie | 1983 | ungenannter mittelamerikanischer Staat, „Shrublands“ (ein Sanatorium bei London), England, Bahamas, Monaco, Frankreich, Nordafrika, Canale di Dissei (Äthiopien) | Elstree Studios, England, Menton, Nizza, Studios la Victorine, Antibes, Nassau, Bahamas |

### Budgets und Einspielergebnisse
| Deutscher Titel      | Bond-Darsteller           | Budget (Mio. US$) | Einspielergebnis (Mio. US$) | Einspiel- ergebnis (Mio. US$; inflationsbereinigt) |
| -------------------- | ------------------------- | ----------------- | --------------------------- | -------------------------------------------------- |
| Casino Royale (1954) | Barry Nelson              | 000,025           | —                           | —                                                  |
| Casino Royale        | David Niven Peter Sellers | 012,000           | 044,4                       | 417                                                |
| Sag niemals nie      | Sean Connery              | 036,000           | 160,0                       | 504                                                |
| Happy and Glorious   | Daniel Craig              | k. A.             | —                           | —                                                  |

### Fahrzeuge in den Bond-Filmen
| Filmtitel       | Fahrzeuge                                         |
| --------------- | ------------------------------------------------- |
| Sag niemals nie | Yamaha XJ 650 Turbo, Peugeot 604, Renault 5 Turbo |

### Filmografie
| Nr. | Premiere      | Deutscher Titel                | Originaltitel                   | Bond-Darsteller | Alter 3 | Regisseur          |
| --- | ------------- | ------------------------------ | ------------------------------- | --------------- | ------- | ------------------ |
| 01  | 5. Okt. 1962  | James Bond jagt Dr. No         | Dr. No                          | Sean Connery    | 31      | Terence Young      |
| 02  | 10. Okt. 1963 | Liebesgrüße aus Moskau         | From Russia With Love           | Sean Connery    | 32      | Terence Young      |
| 03  | 17. Sep. 1964 | Goldfinger                     | Goldfinger                      | Sean Connery    | 33      | Guy Hamilton       |
| 04  | 9. Dez. 1965  | Feuerball                      | Thunderball                     | Sean Connery    | 34      | Terence Young      |
| 05  | 12. Juni 1967 | Man lebt nur zweimal           | You Only Live Twice             | Sean Connery    | 36      | Lewis Gilbert      |
| 06  | 12. Dez. 1969 | Im Geheimdienst Ihrer Majestät | On Her Majesty’s Secret Service | George Lazenby  | 29      | Peter R. Hunt      |
| 07  | 14. Dez. 1971 | Diamantenfieber                | Diamonds Are Forever            | Sean Connery    | 41      | Guy Hamilton       |
| 08  | 27. Juni 1973 | Leben und sterben lassen       | Live and Let Die                | Roger Moore     | 45      | Guy Hamilton       |
| 09  | 18. Dez. 1974 | Der Mann mit dem goldenen Colt | The Man with the Golden Gun     | Roger Moore     | 47      | Guy Hamilton       |
| 10  | 7. Juli 1977  | Der Spion, der mich liebte     | The Spy Who Loved Me            | Roger Moore     | 49      | Lewis Gilbert      |
| 11  | 26. Juni 1979 | Moonraker – Streng geheim      | Moonraker                       | Roger Moore     | 51      | Lewis Gilbert      |
| 12  | 24. Juni 1981 | In tödlicher Mission           | For Your Eyes Only              | Roger Moore     | 53      | John Glen          |
| 13  | 6. Juni 1983  | Octopussy                      | Octopussy                       | Roger Moore     | 55      | John Glen          |
| 14  | 22. Mai 1985  | Im Angesicht des Todes         | A View to a Kill                | Roger Moore     | 57      | John Glen          |
| 15  | 29. Juni 1987 | Der Hauch des Todes            | The Living Daylights            | Timothy Dalton  | 40      | John Glen          |
| 16  | 13. Juni 1989 | Lizenz zum Töten               | Licence to Kill                 | Timothy Dalton  | 42      | John Glen          |
| 17  | 13. Nov. 1995 | GoldenEye                      | GoldenEye                       | Pierce Brosnan  | 42      | Martin Campbell    |
| 18  | 12. Dez. 1997 | Der Morgen stirbt nie          | Tomorrow Never Dies             | Pierce Brosnan  | 44      | Roger Spottiswoode |
| 19  | 8. Nov. 1999  | Die Welt ist nicht genug       | The World Is Not Enough         | Pierce Brosnan  | 46      | Michael Apted      |
| 20  | 18. Nov. 2002 | Stirb an einem anderen Tag     | Die Another Day                 | Pierce Brosnan  | 49      | Lee Tamahori       |
| 21  | 14. Nov. 2006 | Casino Royale                  | Casino Royale                   | Daniel Craig    | 38      | Martin Campbell    |
| 22  | 29. Okt. 2008 | Ein Quantum Trost              | Quantum of Solace               | Daniel Craig    | 40      | Marc Forster       |
| 23  | 23. Okt. 2012 | Skyfall                        | Skyfall                         | Daniel Craig    | 44      | Sam Mendes         |
| 24  | 26. Okt. 2015 | Spectre                        | Spectre                         | Daniel Craig    | 47      | Sam Mendes         |
| 25  | 8. Okt. 2021  | Keine Zeit zu sterben          | No Time to Die                  | Daniel Craig    | 51      | Cary Joji Fukunaga |

| Premiere      | Deutscher Titel                 | Originaltitel         | Bond-Darsteller           | Alter 4 | Regisseur                                                      |
| ------------- | ------------------------------- | --------------------- | ------------------------- | ------- | -------------------------------------------------------------- |
| 21. Okt. 1954 | Casino Royale (Fernsehfilm)     | Casino Royale         | Barry Nelson              | 37      | William H. Brown                                               |
| 13. Apr. 1967 | Casino Royale (Parodie)         | Casino Royale         | David Niven Peter Sellers | 57 41   | Val Guest Ken Hughes John Huston Joseph McGrath Robert Parrish |
| 6. Okt. 1983  | Sag niemals nie (Neuverfilmung) | Never Say Never Again | Sean Connery              | 53      | Irvin Kershner                                                 |
| 27. Juli 2012 | Happy and Glorious (Kurzfilm)   | Happy and Glorious    | Daniel Craig              | 44      | Danny Boyle                                                    |

## Zuordnung der Romane und Kurzgeschichten zu den Filmen
Die Drehbücher der Filme der 1960er und 1970er Jahre orientieren sich jeweils grob an einem der Romane Flemings, die Handlung wurde aber für das Kinoformat angepasst, beispielsweise durch Hinzunahme spektakulärer Verfolgungsjagden. Insbesondere in dem 1979 erschienenen Film Moonraker, beeinflusst durch das Space-Shuttle-Programm und den Erfolg des Films Krieg der Sterne, wurde die Handlung der 24 Jahre älteren Romanvorlage modernisiert und so stark modifiziert, dass sie mit der des Romans kaum noch etwas gemeinsam hat.
Nachdem alle elf Buchvorlagen, zu denen die Rechte vorlagen, verfilmt worden waren, wurden in den 1980er Jahren nur noch die Kurzgeschichten oder nur deren Titel herangezogen. Von 1989 bis 2002 wurden die Filme gänzlich ohne ein literarisches Vorbild Flemings konzipiert. Lediglich der Bond-Film Casino Royale aus dem Jahre 2006 basiert wieder auf einem Werk Ian Flemings, seinem gleichnamigen Erstling, nachdem man sich schließlich auch hierfür die Rechte gesichert hatte. Der 2008 veröffentlichte Film Ein Quantum Trost übernahm den Titel einer der 1960 veröffentlichten Kurzgeschichten, jedoch basiert die Handlung des Films nicht auf dem Buch.
Die folgende Tabelle veranschaulicht die Zusammenhänge zwischen den Romanen von Ian Fleming und den Verfilmungen.
- Roman: Erscheinungsjahr des Romans oder der Kurzgeschichte
- Film: Erscheinungsjahr der Verfilmung in der Eon-Filmreihe

Wenn der deutsche Filmtitel keine Übersetzung des englischen Filmtitels ist, steht dieser dahinter im Klammern.
| Roman    | Originaltitel des Romans        | Deutscher Filmtitel (abweichender engl. Titel) | Film | Bemerkung |
| -------- | ------------------------------- | ---------------------------------------------- | ---- | --- |
| 1953     | Casino Royale                   | Casino Royale                                  | 2006 | Erstverfilmung 1954 als Fernsehfilm; die 1967 produzierte Parodie ist nicht Teil der Eon-Filmreihe. Die Eon-Verfilmung enthält aber nur teilweise Elemente aus dem Roman. Vieles wurde hinzugedichtet. Zum Beispiel war Le Chiffre Mitglied der Organisation SPECTRE anstelle des russischen Geheimdienstes. |
| 1954     | Live and Let Die                | Leben und sterben lassen                       | 1973 | Die Handlung wurde modernisiert und nur einige Figuren und wenige Elemente der Romanhandlung übernommen. Einige Szenen wurden in späteren Bond-Filmen eingebaut. |
| 1955     | Moonraker                       | Moonraker – Streng geheim                      | 1979 | Mit Ausnahme des Namens vom Gegenspieler Drax enthält der Film keine Elemente aus dem Roman. Einige Elemente wurden im späteren Bond-Film Stirb an einem anderen Tag eingebaut. |
| 1956     | Diamonds Are Forever            | Diamantenfieber                                | 1971 | Einige Handlungsstränge des Romans wurden übernommen, aber vieles hinzugedichtet, z. B. wurde der Hauptgegner Jack Spang durch Blofeld ersetzt. |
| 1957     | From Russia with Love           | Liebesgrüße aus Moskau                         | 1963 | Die Handlung orientiert sich grob an der Romanvorlage, aber Bonds Gegenspieler ist Blofeld mit der Organisation SPECTRE anstatt des russischen Geheimdienstes. |
| 1958     | Dr. No                          | James Bond jagt Dr. No                         | 1962 | Für die Kinoadaption wurden der Romanvorlage einige spektakuläre Elemente hinzugedichtet. |
| 1959     | Goldfinger                      | Goldfinger                                     | 1964 | Entspricht zum größten Teil der Romanvorlage. |
| 1960 a 1 | From a View to a Kill           | Im Angesicht des Todes (A View to a Kill)      | 1985 | Einige Elemente der Kurzgeschichte wurden in modernisierter Form im Film verwendet. |
| 1960 b 1 | For Your Eyes Only              | In tödlicher Mission                           | 1981 | Die Handlung der Kurzgeschichte floss etwas verändert in den Film mit ein, aber der Großteil des Drehbuchs ist neu geschrieben. |
| 1960 c 1 | Quantum of Solace               | Ein Quantum Trost                              | 2008 | Trotz desselben Titels verwendet der Film keine Handlung aus der Kurzgeschichte. |
| 1960 d 1 | Risico                          | In tödlicher Mission                           | 1981 | Die Handlung der Kurzgeschichte floss in den Film mit ein. |
| 1960 e 1 | The Hildebrand Rarity           | Lizenz zum Töten                               | 1989 | Einige Elemente der Kurzgeschichte flossen in den Film mit ein. |
| 1961     | Thunderball                     | Feuerball                                      | 1965 | Entspricht zum größten Teil der Romanvorlage. 1983 als Sag niemals nie neu verfilmt (nicht Teil der Eon-Filmreihe) |
| 1962 2   | Octopussy                       | Octopussy                                      | 1983 | Trotz des identischen Titels hat die Kurzgeschichte kaum etwas mit dem Film gemeinsam. Die weibliche Hauptrolle im Film ist die Tochter von Bonds Gegenspieler in der Kurzgeschichte. Die Figur Hannes Oberhauser aus der Kurzgeschichte wurde im späteren Bond-Film Spectre eingebaut.                      |
| 1962 2   | The Living Daylights            | Der Hauch des Todes                            | 1987 | Die Handlung der in Berlin spielenden Kurzgeschichte findet sich im ersten Filmdrittel abgewandelt wieder, unter anderem wurde der Schauplatz nach Bratislava verlegt. |
| 1962     | The Spy Who Loved Me            | Der Spion, der mich liebte                     | 1977 | Trotz des identischen Titels verwendet der Film keine Handlung aus dem Roman. |
| 1963     | On Her Majesty’s Secret Service | Im Geheimdienst Ihrer Majestät                 | 1969 | Der Film hält sich grob an die Romanvorlage. |
| 1963 2   | 007 in New York                 | –                                              | –    | Die Kurzgeschichte enthält kaum verwertbare Handlung für einen Film. |
| 1963 2   | The Property of a Lady          | Octopussy                                      | 1983 | Die Szene mit der Versteigerung des Fabergé-Eis wurde im Film verwendet. |
| 1964     | You Only Live Twice             | Man lebt nur zweimal                           | 1967 | Die Handlung wurde für den Film umfassend überarbeitet; nur der Gegenspieler Blofeld und wenige Details wurden aus dem Roman übernommen. |
| 1965     | The Man with the Golden Gun     | Der Mann mit dem goldenen Colt                 | 1974 | Das Drehbuch basiert nicht auf dem Roman, nur der Gegenspieler Scaramanga und wenige Details wurden übernommen. |

## Merkmale des James-Bond-Genres

### Bond als Lebemann
Bond selbst wird einerseits als ein galanter, andererseits ironischer (vor allem bei Roger Moore) bis zynischer (Sean Connery) Macho skizziert, der von einer Aura der Unverwundbarkeit umgeben ist. Er trägt maßgeschneiderte Anzüge und ist dem Glücksspiel nicht abgeneigt. Außerdem genießt er gutes Essen sowie teure Weine, Champagner und (in älteren Filmen) Zigarren und Zigaretten. Im ironischen Kontrast dazu wird in dem Film Spectre Bonds ausgesprochen spartanisch eingerichtete Privatwohnung gezeigt.
Bond ist stets umgeben von schönen Frauen, den sogenannten Bond-Girls, die meist seinem Charme erliegen. Als wiederkehrendes Element flirtet auch die Chefsekretärin Miss Moneypenny mit Bond, allerdings stets vergeblich. Dabei zeigt sie sich gelegentlich eifersüchtig auf seine Gespielinnen. Im Zusammenhang mit Bonds Bond-Girls steht die Romeo-Falle, die in diesem Fall als Venus-Falle funktioniert.
Bezeichnend sind auch die wiederkehrenden Bond-Zitate wie seine Bestellung „Wodka Martini – geschüttelt, nicht gerührt“ (englisch: „Shaken, not stirred“ – obwohl ein Martini gerade nicht geschüttelt wird) und die berühmt gewordene Vorstellung „Mein Name ist Bond. James Bond“ („The name is Bond. James Bond“). Bond stellt sich in jedem Film, mit Ausnahme von Liebesgrüße aus Moskau, Feuerball, Man lebt nur zweimal und Ein Quantum Trost, mindestens einmal so vor. Roger Moore verzichtete gänzlich auf das Martini-Zitat, was anfangs als Abgrenzung zu seinem Vorgänger Sean Connery dienen sollte. In Casino Royale wird das „geschüttelt“-Zitat parodiert. Als Bond von einem Kellner gefragt wird „Geschüttelt oder gerührt?“, entgegnet er: „Sehe ich aus, als ob mich das interessiert?“.

### Spektakuläre Einsätze
Die Handlung hat nicht viel mit tatsächlicher Geheimdienstarbeit zu tun. Lediglich Details wie die Bezeichnung der Führungspositionen mit Buchstaben wie „M“ und „Q“ hat Fleming vom britischen Geheimdienst MI6 übernommen.
Bond kämpft gegen Superschurken, die in den frühen Filmen versuchen, den Kalten Krieg für ihre Zwecke zu instrumentalisieren.
Am Ende vieler Filme wird die Zentrale der Gegenspieler durch eine große Explosion zerstört. Typischerweise ist die Zentrale selbst architektonisch spektakulär.
Charakteristisch sind die Verfolgungsjagden, bei denen der Agent teilweise Fahrzeuge mit integrierten Waffen einsetzt, aber auch auf Skiern, mit Motorrädern oder Luftfahrzeugen unterwegs ist.
In der häufig vom einen zum anderen exotischen Schauplatz wechselnden Handlung kommt es oft zu Zweikämpfen an ungewöhnlichen Orten, wie etwa unter Wasser, an Bord einer Weltraumstation oder auf einer Parabolantenne. Typisch dabei ist auch, dass Bond, in vielen Fällen zusammen mit dem jeweiligen Bond-Girl, von seinem Gegenüber immer wieder durch besonders raffinierte, aufwendige und zeitintensive Methoden getötet oder gefoltert werden soll und es ihm immer wieder gelingt, in letzter Sekunde zu entkommen. Meistens wurde er zuvor mit Schusswaffen bedroht, und ein einfacher Schuss hätte sein Ende bedeutet. Vor Bonds geplanter Tötung verrät ihm der Bösewicht typischerweise seine Pläne.

### Bonds Waffen und Ausrüstung, Sprachen und Fähigkeiten
Bei seinen Einsätzen wird er durch viele in der Regel von Q entwickelte, technische „Gadgets“ unterstützt, beispielsweise Geräten zum Knacken von Zahlenkombinationen für Safes sowie besonders ausgestattete Uhren mit Sprengfunktion, Laserstrahlern oder Seilwinde. Ian Fleming ließ sich dabei von der Ausrüstung für Agenten des SOE der Station IX inspirieren wie den Kofferfunkgeräten, die wie in Liebesgrüße aus Moskau wie normale Reisekoffer aussahen, aber weitere technische Mittel oder Blankwaffen enthielten.
Die obligatorische Szene, in welcher Q Bond für seinen jeweiligen Auftrag ausstattet, hat zwei Running Gags hervorgebracht: Auf Qs langwierige Erklärungen zur korrekten Anwendung eines Gadgets reagiert ein betont nicht zuhörender Bond, dass er dessen Benutzung intuitiv perfekt verstanden hat. Ferner werden nahezu alle Gadgets im weiteren Verlauf des Films zerstört, weswegen ein sichtlich frustrierter Q Bond stets dazu mahnt, die teure Spezialausrüstung diesmal unversehrt zurückzubringen.
Nachdem die Gadgets vor allem in den Filmen mit Pierce Brosnan zunehmend extravaganter ausfielen, nehmen sie in den Filmen mit Daniel Craig – Q wird erst in dessen dritten Film neu in die Reihe eingeführt – eine deutlich untergeordnetere Rolle ein. Für jeden Einsatz wird Bond jedoch immer wieder durch die Q-Abteilung, deren Vorbild die Station IX war, neu ausgerüstet. Vorbild für Q war Charles Fraser-Smith, der für die Ausrüstung mit originalgetreuer Bekleidung zuständig war.
Seine Faustfeuerwaffe, eine Beretta 418, musste Bond gleich im ersten Film gegen eine Walther PPK eintauschen, die er bis Der Morgen stirbt nie verwendete. Danach wurde Bond mit einer Walther P99 ausgerüstet, erhielt jedoch in Ein Quantum Trost und Skyfall mit der Walther PPK S eine Variante dieser Faustfeuerwaffe.
Bond ist als Pilot von Starrflüglern mit Propeller- und Strahlantrieb sowie als Hubschrauberpilot, als Freifall-Fallschirmspringer auch im Military Freefall und Bergsteigen sowie als Marineoffizier auch als Taucher ausgebildet. Er kann Rad- und Kettenfahrzeuge aller Art fahren, ist als Scharfschütze und im Überleben Land und See ausgebildet sowie im Nahkampf.
Bond spricht mehrere Sprachen fließend, etwa Französisch und Deutsch, sowie Italienisch und Spanisch, und Grundkenntnisse weiterer Sprachen, z. B. Arabisch.
Eine Gyrojet Faustfeuerwaffe gehörte in James Bond 007 – Man lebt nur zweimal zur Ausrüstung.
Seine Ausrüstung umfasst auch immer eine Armbanduhr mit Zusatzfunktionen. Produkt-Placement fand von verschiedenen Markenherstellern statt, so u. a. Breitling SA, deren Uhr Breitling Emergency II einen Sender für die COSPAS-SARSAT Satelliten für einen codierten weltweiten Notruf enthält. Andere Uhren hingegen waren meist mit Filmgadgets ausgestattet, und damit nicht einsatzfähig.

### Glücksspiel und andere Spiele

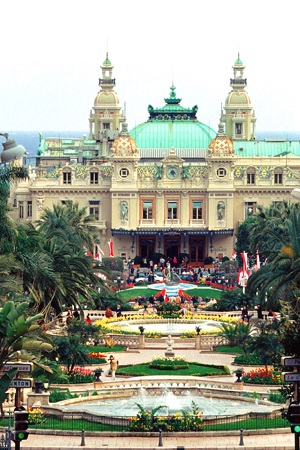
Als leidenschaftlicher Spieler besuchte James Bond die Spielbank von Monte Carlo in den Filmen Sag niemals nie und GoldenEye

Typisch für die Welt der James-Bond-Filme und -Romane sind die vielen Spielszenen. So wird die Figur Bonds literarisch auch beim Glücksspiel eingeführt.
- Baccara: Bond duelliert sich im Roman Casino Royale mit seinem Widersacher Le Chiffre beim Chemin de fer, einer Variante dieses Glücksspiels. Ebenso spielt er Baccara mit Emilio Largo in Feuerball sowie in den Filmen James Bond jagt Dr. No, Im Geheimdienst Ihrer Majestät, In tödlicher Mission und GoldenEye.
- Backgammon: Im Film Octopussy betrügt Kamal Khan beim Backgammon. Bond durchschaut den Betrug und schlägt Kamal Khan mit dessen eigenen manipulierten Würfeln.
- Black Jack kommt im Roman Diamantenfieber sowie in den Filmen Lizenz zum Töten und Die Welt ist nicht genug vor.
- Bridge: Im Roman Moonraker überführt Bond Sir Hugo Drax als Falschspieler beim Bridge. Bond betrügt besser und gewinnt die Partie mit der Duke of Cumberland Hand. Im Film gibt es nur einen kurzen Hinweis von Sir Frederick Gray, dass er mit Sir Hugo einmal Bridge gespielt habe. Hinweise auf Bridge finden sich auch in Dr. No und Feuerball.
- Canasta und Gin Rummy: Im Film betrügt Auric Goldfinger einen Herrn Simmons beim Gin Rummy. Goldfingers Sekretärin, dargestellt von Shirley Eaton, sieht aus einem Hotelzimmer durch ein Teleskop Herrn Simmons in die Karten und teilt Goldfinger, der ein Hörgerät zu tragen scheint, die Werte per Funk mit. Bond entdeckt den Betrug und verführt die Sekretärin, die dann in einer der berühmtesten Filmszenen als goldüberzogene Leiche in Bonds Bett endet. Im Roman spielt Goldfinger mit einem Herrn Du Pont Canasta, was insofern weniger gut passt, als Canasta zwar auch zu zweit gespielt werden kann, aber eigentlich ein Spiel für vier Personen ist. Bei einer Bahnfahrt in Leben und sterben lassen vertreibt sich Bond die Zeit mit Solitaire bei einer Partie Gin Rummy.
- Computerspiel: In Sag niemals nie misst sich Bond mit Largo bei Domination, einem von Largo selbst erfundenen Computerspiel, dessen Ziel die Weltherrschaft ist. Bond verliert mehrere Spiele um einzelne Länder, siegt aber im Kampf um die gesamte Welt und gewinnt das Spiel.
- Craps: Im Film Diamantenfieber gewinnt Bond beim Craps mehrere tausend Dollar und die Bewunderung von Plenty O’Toole.
- Golf: Ian Fleming war ein begeisterter Golfspieler und starb an einem Herzinfarkt, den er auf dem Golfplatz erlitt. So hat Fleming auch dieses Spiel mit der Figur James Bonds verbunden. Auric Goldfinger betrügt beim Golf, doch Bond vertauscht Goldfingers Golfball mit einem anderen und gewinnt so die Partie.
- Meilenwette (Calcutta-Auktion): Im Roman Diamantenfieber versuchen die Killer Wint und Kidd eine Meilenwette auf der Queen Elizabeth zu manipulieren.
- Pferderennen und -wetten, die teilweise manipuliert sind, spielen im Roman Diamantenfieber und im Film Im Angesicht des Todes eine wichtige Rolle.
- Poker: Im Film Casino Royale spielen Bond und Le Chiffre Texas Hold’em, eine Poker-Variante, während in der Romanvorlage Baccara gespielt wird.
- Roulette: Im Roman Diamantenfieber spielt Bond in Las Vegas Roulette und gewinnt. In Skyfall ist Bond erneut bei einem Roulette-Spiel zu sehen.
- Schere, Stein, Papier: Im Roman Man lebt nur zweimal schildert Fleming in einem Kapitel ein Schere-Stein-Papier-Spiel zwischen James Bond und Tiger Tanaka.
- Sic Bo: Um auf die Spur von Francisco Scaramanga, dem Mann mit dem goldenen Colt, zu kommen, begibt sich Bond im Film in ein Casino in Macau, wo er beim Sic Bo auf Miss Anders trifft.

## Parodien

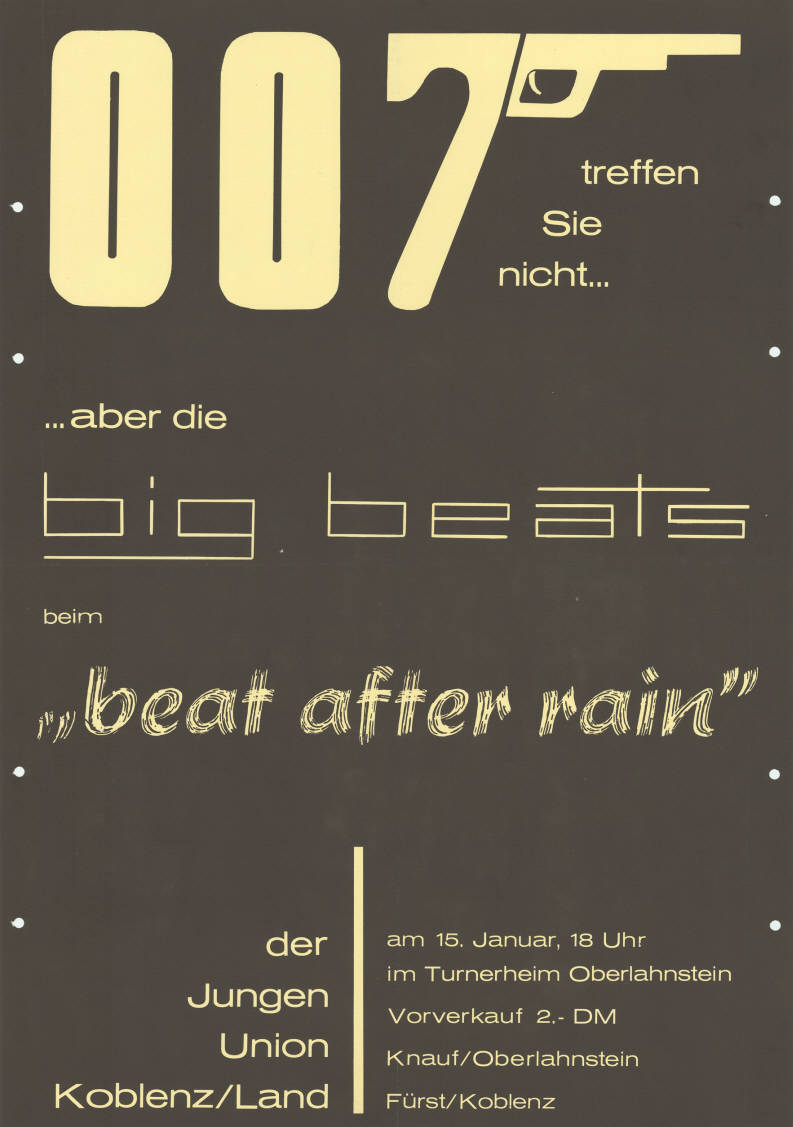
Ein Veranstaltungsplakat der Jungen Union in Koblenz 1965 mit dem Bond-Logo als Blickfang

Die Bond-Filme wurden immer wieder plagiiert und parodiert. Als Subgenre der Agenten- und Spionagefilme erschienen neben Parodien vor allem in den 1960er Jahren zahlreiche Eurospy-Filme, die an den Erfolg der Bond-Filme anknüpfen sollten. Oftmals lehnten sich auch die Namen der Vertreter dieses Genres als mehr oder weniger starke Epigonen an die Bond-Filme an, wie etwa Agent 077 oder die OSS-117-Filmreihe.
- Im Film Zwei Trottel gegen Goldfinger (Due mafiosi contro Goldginger) von 1965 mit dem Komikerduo Franco & Ciccio wird 007 von George Hilton dargestellt.
- 1966 entstand Derek Flint schickt seine Leiche mit James Coburn als Derek Flint. Der Film bekam 1967 mit Derek Flint – hart wie Feuerstein eine Fortsetzung.
- Casino Royale aus dem Jahr 1967 ist eine Persiflage. Sie wird trotz aller Unterschiede zuweilen zu den Bond-Filmen gezählt, da sie auf Ian Flemings gleichnamigem Roman basiert. Die Schauspieler Peter Sellers, David Niven und Woody Allen agieren als James Bond.
- 1967 entstand in Griechenland die Low-Budget-Kinokomödie Sichtbarer Agent 000 (Φανερός Πράκτωρ 000) mit dem Komiker Thanasis Vengos in der Titelrolle sowie als Regisseur und Produzent. 1969 erschien die weniger erfolgreiche Fortsetzung Thu-Vu: Glatzköpfiger Agent – Operation Tohuwabohu (Θου-Βού: Φαλακρός Πράκτωρ – Επιχείρησις Γης Μαδιάμ).
- In der Action-Komödie Auf dem Highway ist die Hölle los (1983) parodiert Roger Moore die Figur James Bond; unter anderem fährt er einen Aston Martin DB5 mit Schleudersitz.
- Auch Helge Schneider bezog sich 1994 mit dem Film 00 Schneider – Jagd auf Nihil Baxter auf den berühmten Agenten.
- 1996 erschien Agent 00 – Mit der Lizenz zum Totlachen mit Leslie Nielsen und 1997 Agent 00 Nix – In hirnloser Mission mit Bill Murray.
- Die Austin-Powers-Filmen (1997, 1999, 2002) von Mike Myers parodierte auch die James-Bond-Filme.
- Rowan Atkinson hat mit seiner Figur Johnny English (2003, 2011, 2018) eine Parodie-Reihe geschaffen.

Darüber hinaus gibt es viele Agentenkomödien und Serien mit vereinzelten Anspielungen auf die Bondserie.
- Das Carry-On-Team parodierte das Bond-Genre bereits 1964 in Ist ja irre – Agenten auf dem Pulverfaß. Einer der Agenten heißt „Charlie Bind“.
- In der US-Zeichentrickserie Siegfried Sqirrel (The Secret Squirrel Show), die von 1965 bis 1968 produziert wurde, gibt es ein Eichhörnchen, das als Geheimagent 000 tätig ist.
- Die dänische Filmkomödie Kaliber 7,65 – Diebesgrüße aus Kopenhagen (1965) mit Morten Grunwald und Ove Sprogøe ist eine Parodie auf Agentenfilme. Der deutsche Verleihtitel ist eine Anspielung auf den zweiten James-Bond-Film James Bond 007 – Liebesgrüße aus Moskau. 1966 entstand die Fortsetzung Slap af, Frede! (deutsch: Entspann dich, Frede).
- In der Agentenserie und -filmreihe Solo für O.N.C.E.L. (1964–1968, 1983) hatte George Lazenby als „JB“ einen Gastauftritt, ebenso einige Bösewichte aus den Eon-Filmen. Ian Fleming half beim Entwurf der Fernsehserie. Die 105 Episoden wurden mit zusätzlichen Szenen zu acht Kino- bzw. Fernsehfilmen zusammengefasst.
- 1967 erschien Operation „Kleiner Bruder“ (Operation Kid Brother) mit Sean Connerys Bruder Neil in der Hauptrolle. In der Besetzung waren zahlreiche Schauspieler aus Bond-Filmen, beispielsweise Adolfo Celi, Daniela Bianchi, Bernard Lee, Lois Maxwell und Anthony Dawson.
- In der Fernsehserie Mini-Max (1965–1970) mit Maxwell Smart, gespielt von Don Adams, als Agent 86 für die Organisation CONTROL gegen die Gruppe KAOS, gehen Qs Erfindungen in der Regel in die Hose. Im auf der Serie basierenden Kinofilm Get Smart (2008) wird Maxwell Smart gespielt von Steve Carell.
- In der Fernsehserie Edgar Briggs – Das As der Abwehr (The Top Secret Life of Edgar Briggs) (1974), mit Noel Coleman als The Commander, spielt David Jason den Geheimagent 0014.
- Die Disney-Actionkomödie Condorman (1981) mit Michael Crawford und Oliver Reed parodiert nicht nur zahlreiche Bond-Klischees, sondern auch die beliebten Gadgets.
- Die Episode „Las Vegas (2)“ der Sitcom Eine schrecklich nette Familie enthält eine Traumsequenz, in der sich Al Bundy an der Seite zahlreicher Schönheiten am Roulette-Tisch eines Kasinos wiederfindet, sich mit den Worten Bundy, Al Bundy vorstellt und mit einem gezielten Griff einen typischen Bond-Handlanger außer Gefecht setzt. Ein Ausschnitt aus dieser Szene ist als Beispiel für Bond-Parodien in der Dokumentation The World of 007 zum Film James Bond 007 – GoldenEye zu sehen.
- In der Neuverfilmung von Der rosarote Panther von 2006 hat Clive Owen einen Gastauftritt als 006, worauf Steve Martin süffisant meint „Ah, zur Superzahl hat es nicht gereicht“. Clive Owen galt damals als heißer Kandidat für die Neuverfilmung von Casino Royale.
- Der französische Kinofilm OSS 117 – Der Spion, der sich liebte (OSS 117: Le Caire nid d’espions) aus dem Jahr 2006 spielt, genauso wie auch das 2009 erschienene Sequel OSS 117 – Er selbst ist sich genug (OSS 117: Rio ne répond plus), immer wieder auf die James-Bond-Filme an. Hauptdarsteller Jean Dujardin imitiert in seiner Rolle als Frankreichs bester Agent vor allem optisch eindeutig den ersten James-Bond-Darsteller Sean Connery, und Regisseur Michel Hazanavicius inszenierte beide Komödien durch offensichtliche Rückprojektionen absichtlich im Stile des 1960er-Jahre-Agentenkinos, insbesondere der dort erschienenen Original OSS 117 Eurospy-Filmreihe.
- Die Kingsman-Filmreihe handelt von einem fiktiven privaten Geheimdienst mit langer Tradition, der von Großbritannien aus operiert. Sie folgt dem Grundschema der Action-reichen Agenten-Filme mit vereinzelten Anleihen an James Bond.
- Die Episode Man liebt nur zweimal der 5. Staffel von Das A-Team parodiert insbesondere die James-Bond-Filme von Sean Connery.
- Die Serie Chuck greift immer wieder auf typische Elemente der Bond-Filme zurück, wie zum Beispiel diverse Gadgets oder das Klischee des Geheimagenten, der einen Anzug trägt und Martini trinkt.
- In der Zeichentrickserie Die Simpsons erscheinen häufig Anspielungen auf die Filmreihe. Unter anderem eine Figur mit dem Namen James Bont, die äußerlich Sean Connery nachempfunden ist.
- In den Zeichentrickserien Teenage Mutant Ninja Turtles und Static Shock wird jeweils ein Duo von männlichen Verbrechern – TMNT: Touch und Go; Static Shock: Specs und Trapper – vorgestellt, die nach den Vorbildern von Mr. Wint und Mr. Kidd aus dem Bond-Film Diamantenfieber entworfen wurden.
- In der Zeichentrickserie American Dad tritt die Hauptfigur Stan Smith in zwei Folgen als James-Bond-Parodie auf (Staffel 4, Folge 10 und Staffel 9, Folge 13).
- In dem Film Zwei bärenstarke Typen trägt der Oberbösewicht namens K1 eindeutig Züge des typischen Bond-Bösewichts, der versucht die Weltherrschaft an sich zu reißen (Exzentrik, Schoßtier, Plan zur Unterjochung der Menschheit). Die Technik, mit der die beiden Agenten Mason und Steinberg ausgerüstet werden, hat eindeutige Gemeinsamkeiten mit der typischen Bond-Technik (Auto mit Verteidigungsmechanismen und Selbstzerstörung, reißfestes Toilettenpapier).

Auch in Comics finden sich Anspielungen auf James Bond.
- Agent 327 ist eine Comicserie des niederländischen Zeichners Martin Lodewijk.
- In der Disney-Zeichentrickserie Duck Tales gibt es eine Folge namens Ein Bruchpilot spielt 007 (Double-O-Duck). Auch in den Lustigen Taschenbüchern tauchte mehrmals die Figur „Doppel-0-Duck“ auf, in der Donald als Agent verschiedene Missionen bestreitet. Die einzelnen Figuren tragen dort, wie in den Filmen, Codenamen, und die Gadgets werden dort auch zur Genüge parodiert.
- Die Serie „Kim Possible“ und „Phineas und Ferb“ (Agent P.) sind weitere Disney-Parodien des Bondthemas. Agent P. trifft sogar in einer Szene auf einen MI6 Agenten und wirft ihn per Schleudersitz aus dem Wagen; sein Hut ist eine Parodie auf die Connery-Verfilmungen.
- Im Asterix-Comic Die Odyssee kommt ein gallischer Druide mit dem Namen Nullnullsix vor. Diese Figur ist eine Anspielung auf Bond und äußerlich Sean Connery nachempfunden.
- In der sowjetischen Zeichentrickserie Abenteuer des Kapitän Vrungel (Приключения капитана Врунгеля) muss ein Agent 00X einen gestohlenen Kunstgegenstand aus dem Royal Museum of Arts wiederbeschaffen und bedient sich dabei diverser Gadgets.

Das Computerspiel No One Lives Forever nimmt Anleihen an den Bond-Filmen der 1960er Jahre; die Videospielserie James Pond und ihr gleichnamiger Protagonist sind ebenfalls Parodien auf Bond. Im Computerspiel Watchdogs: Legion können Charaktere spielbar gemacht (rekrutiert) werden, die Geheimagenten sind und an James Bond erinnern (Kleidung, Gadgets, Waffen und Fahrzeug).
Die Kölner Verkehrs-Betriebe haben zum Start des Fahrradverleihsystems KVB-Rad im Mai 2015 eine Parodie mit dem Sänger Peter Brings gedreht und auf YouTube veröffentlicht.
In der Episode Unser Mann Bashir der Fernsehserie Star Trek: Deep Space Nine spielt Dr. Bashir in der Holosuite einen neuen Holoroman. Dabei schlüpft er in die Rolle eines Geheimagenten. Die Figur, die er spielt, und auch die Handlung des Holoromans sind typisch Bond.

## Wissenswertes
- Auch in den Eon-Filmen ist es nicht Connery, der als Erster als Bond zu sehen ist: Der Stuntman Bob Simmons absolviert die sogenannte Gunbarrel-Sequenz, mit der jeder Eon-Bond-Film bis auf Casino Royale (2006), Ein Quantum Trost und Skyfall startet. Erst seit Feuerball ist es der jeweils amtierende Bond-Darsteller, der in der Eingangssequenz tatsächlich schießt. In Casino Royale (2006) ist die Sequenz dem Titel vorangestellt und ist als Ende des Intro sogar in die Handlung integriert. In Ein Quantum Trost und Skyfall befindet sie sich am Ende des Films vor dem Abspann.
- Mein Name ist Bond. James Bond. Die berühmte Vorstellungsfloskel wurde aus der populären britischen Fernsehserie Geheimauftrag für John Drake entlehnt. Im Serienvorspann der ersten Staffel 1960 bis 1962 stellte sich Patrick McGoohan als Geheimagent John Drake so dem Publikum vor: Mein Name ist Drake. John Drake. McGoohan war zu dieser Zeit Großbritanniens bekanntester Fernsehstar. Die Rolle als James Bond wurde ihm nach unterschiedlichen Quellen zweimal angeboten. Er lehnte sie aus moralischer Überzeugung ab und entwickelte nach der Drake-Serie seinen größten Erfolg mit der Fernsehserie Nummer 6 (The Prisoner).
- Der berühmte Martini, welchen James Bond in beinahe jedem seiner Filme zu sich nimmt, besteht laut Fleming aus 1 Maß Wodka, 1/2 Maß Kina Lillet sowie 3 Maß Gordon’s. In einem Tumbler mit Eis schütteln. Das Ganze wird in einem tiefen Champagnerkelch mit einem großen schmalen Stück Limonenschale serviert. Der Drink wird unter dem ihm von James Bond verliehenen Namen Vesper in abgewandelter Form in der Liste der offiziellen Cocktails der International Bartenders Association geführt.
- Sean Connery war nicht Flemings Wunschkandidat. Er hätte am liebsten jemanden wie Cary Grant in der Rolle gesehen, da dieser seiner Ansicht nach die eleganten Seiten des Agenten glaubhafter hätte verkörpern können. Wunschkandidat war eigentlich Richard Todd. Connery als Schotte war dem Schriftsteller zu wenig feinsinnig, zu grobschlächtig und zu „behaart“. Später änderte Fleming seine Meinung, nachdem Connery beim Vorsprechen für die Bond-Rolle durch seine überaus hervorstechende und männliche Gangart überzeugt hatte. Cary Grant lehnte die Rolle ab, da er sich nicht für mehrere Bond-Filme verpflichten lassen wollte.
- 1971 wurde der britische Schauspieler Simon Oates kurzzeitig ernsthaft für die Rolle als James-Bond-Nachfolger von George Lazenby für die Bond-Produktion Diamantenfieber gehandelt, nachdem Sean Connery aber seine Rückkehr als 007-Agent verkündet hatte, war Oates aus dem Rennen.[53]
- Die Kulissen der Filmreihe wurden von den Szenenbildnern Ken Adam und Peter Lamont geschaffen. Ken Adam verließ James Bond nach der Produktion von Moonraker, sein Nachfolger wurde Lamont, der zuvor schon in anderen Funktionen an der Reihe mitwirkte. Lamont blieb bis einschließlich Casino Royale (2006) der Reihe verbunden.
- Eigens für den Film Man lebt nur zweimal produzierte Toyota zwei Autos des Typs 2000 GT in einer Cabrio-Variante. Der Grund dafür: Sean Connery war für das ursprünglich vorgesehene Modell mit normalem Dach zu groß.
- Am Ende des Romans und des Films Im Geheimdienst Ihrer Majestät wird 007 durch einen Anschlag zum Witwer: Auf der Hochzeitsreise verliert er seine Frau Teresa. Dieses tragische Ereignis wird auch in einigen Szenen erwähnt. So erinnert ihn Anya Amasova in dem Film Der Spion, der mich liebte an den Tod seiner Frau. Zu Beginn von In tödlicher Mission legt 007 an ihrem Grab Blumen nieder. Auf dem Grabstein sind die Lebensjahre 1943–1969 zu lesen. Ebenso der Satz “We have all the time in the World” – das musikalische Thema aus dem Film Im Geheimdienst Ihrer Majestät. In Lizenz zum Töten sagt sein amerikanischer Freund Felix Leiter: „Er war einmal verheiratet, aber das ist lange her.“ In den nachfolgenden Filmen wurde das Thema größtenteils ignoriert. Allerdings fragt Elektra King Bond in Die Welt ist nicht genug, ob er jemals einen geliebten Menschen verloren hat. Nach mehreren Sekunden Schweigens wechselt Bond das Thema. In den Filmen mit Daniel Craig verliebt sich Bond zunächst in Vesper Lynd, später in Madeleine Swann, mit der er eine Tochter zeugt. Mit beiden will er sich jeweils zur Ruhe setzen, was jedoch durch den Tod von Vesper bzw. Bond vereitelt wird.
- Der Schauspieler, der wohl an den meisten Filmen beteiligt ist, war Desmond Llewelyn in der Rolle des „Q“. Obwohl Llewelyn in mehr als 17 Bond-Filmen über den Zeitraum von 36 Jahren mitwirkte, ist er insgesamt nur ca. 30 Minuten zu sehen.[54]
- Am Flughafen Köln/Bonn werden ankommende Fluggäste mit dem Satz „Willkommen in Bonn, Köln/Bonn“ begrüßt. Gesprochen wird diese Durchsage von Frank Glaubrecht, der deutschen Stimme von Pierce Brosnan in allen James-Bond-Filmen.
- Der Asteroid (9007) James Bond wurde nach dem Agenten benannt.

## Videospiele

Logo des ersten James-Bond-Videospiels

Seit 1983 werden regelmäßig Videospiele produziert. Als Vorlage von Bonds Aussehen dient meistens der aktuelle Filmdarsteller, der die Rolle für gewöhnlich auch synchronisiert. Das erste James-Bond-Videospiel mit dem Titel James Bond 007 erschien damals noch für Konsolen wie Atari 2600, den Heimcomputer Atari 800XL und den Heimcomputer Commodore 64. Zusätzlich erschien James Bond 007 – Der Hauch des Todes für die Atari 800XL/130XE Heimcomputer. Das Spiel setzte sich aus den Genres Text-Adventure und Side-Scroller zusammen. Nach zwei Spielen zu Im Angesicht des Todes im Jahr 1985 und vier weiteren in den Folgejahren erschien 1990 mit James Bond: The Stealth Affair ein Grafik-Adventure in Point-and-Click-Manier. Das Action/Adventure-Spiel James Bond Jr. aus dem Jahr 1992 basiert inhaltlich auf einer Comic-Serie des Verlags Marvel Comics. 1988 und 1990 brachte Domark zwei Filmumsetzungen älterer James-Bond-Filme, Leben und sterben lassen und Der Spion, der mich liebte, heraus. Das erste war eine Bootssimulation im Stil der Lotus-Spiele und das zweite eine Kombination aus Fahrsimulation und Shoot ’em up, wie es auch in Lizenz-zum-Töten-Spiel (1989) umgesetzt wurde. 1993 programmierte das Kremlin-Team für Domark ein Sega-Spiel namens James Bond 007 – The Duel, das in damaliger populärer Jump-’n’-Run-Manier gespielt wurde.
Im September 1997 erschien mit dem Spiel GoldenEye 007 der erste Ego-Shooter im James-Bond-Universum. Das Spiel etablierte sich aufgrund von Grafik, Spielbarkeit und Mehrspieler-Modus als Videospiel-Klassiker. Das Spiel erschien nie in Deutschland, da es kurze Zeit nach der Veröffentlichung von der BPjM indiziert wurde.
Von 1999 bis 2007 besaß Electronic Arts die Exklusiv-Rechte an den James-Bond-Romanen und -Filmen. Im November 1999 erschien der Third-Person-Shooter Der Morgen stirbt nie exklusiv für die PlayStation sowie im Jahr 2000 Die Welt ist nicht genug u. a. wieder ähnlich wie GoldenEye 007 auf Nintendo 64, Game Boy und PlayStation. Es sollte auch auf der neuen PlayStation 2 veröffentlicht werden, wurde dann aber als Agent im Kreuzfeuer veröffentlicht. Bis ins Jahr 2004 erschienen sechs weitere Spiele für unterschiedliche Konsolen. Das Spiel 007 Racing (2000) von den Entwicklern Eutechnyx stellt als Rennspiel eine Ausnahme dar. Dem Spieler stehen 19 lizenzierte Fahrzeuge aus allen Bond-Filmen zur Auswahl.
Agent im Kreuzfeuer (2001) ist das erste James-Bond-Spiel, welches weder auf einem Roman von Ian Fleming noch auf einem der Filme basiert.
Das 2004 erschienene 007: Alles oder Nichts ist eine inhaltliche Fortsetzung des Filmes A View to a Kill mit neuen, nach Schauspielern (beispielsweise Willem Dafoe) modellierten Charakteren, originalen Synchronisationen und eigenständigem Titelsong (von Sängerin Mýa). Ende 2004 erschien GoldenEye: Rogue Agent, in welchem man einen Schläger Goldfingers spielt. Es treten bekannte Gegenspieler (beispielsweise Dr. No) auf. 2005 erschien der Third-Person-Shooter Liebesgrüße aus Moskau.
2008 erschien Ein Quantum Trost für alle gängigen Konsolen, Handhelds und PC. Es greift Schauplätze aus Casino Royale und Ein Quantum Trost mit Daniel Craig auf und ist ein Ego-Shooter. Die Engine ist eine modifizierte Engine von Call of Duty 4: Modern Warfare. Das Spiel ist gleichzeitig mit dem Wechsel des Lizenzinhabers von Electronic Arts zu Activision in Entwicklung gegangen und stellt die erste Veröffentlichung unter neuem Lizenzinhaber dar.
Der amerikanische Spieleentwickler Activision erhielt ab September 2007 die Lizenz zur alleinigen Vermarktung von James-Bond-Spielen. Am 22. August 2007 verkündete Activision auf der Games Convention in Leipzig, dass bereits mit Hochdruck in Zusammenarbeit mit diversen Spieleentwicklungsunternehmen an einem neuen James-Bond-Titel gearbeitet wird. Dieser Titel ist unter dem Namen James Bond 007: Blood Stone am 5. November 2010 veröffentlicht worden und für alle aktuellen Spielkonsolen sowie für PC erhältlich. Zusätzlich gibt es eine Version des Spiels für den Nintendo DS. Die Lizenz galt bis 2014. Neuester Spieltitel ist 007 Legends, das zum Filmstart von Skyfall im Oktober 2012 erschien.
2026 soll mit 007 First Light ein neues Spiel rund um den Geheimagenten erscheinen, entwickelt und vertrieben durch IO Interactive. Ähnlich wie im Prolog von Casino Royale dargestellt, muss sich dieser neue Bond seinen Doppelnull-Status erst erarbeiten, erzählt wird dabei eine von den Büchern und Filmen inspirierte, aber unabhängige Geschichte.
| Videospiel-Chronologie           | Videospiel-Chronologie | Videospiel-Chronologie | Videospiel-Chronologie | Videospiel-Chronologie                                                     |
| Titel                            | Erscheinungsjahr       | Veröffentlicht von     | Entwickler             | Plattform/Konsole                                                          |
| -------------------------------- | ---------------------- | ---------------------- | ---------------------- | -------------------------------------------------------------------------- |
| James Bond 007                   | 1983                   | Parker Brothers        | Parker Brothers        | Atari 2600, Atari 5200, Commodore 64, ColecoVision                         |
| James Bond 007: A View to a Kill | 1985                   | Mindscape              | Angelsoft, Inc.        | Apple II, DOS                                                              |
| A View to a Kill                 | 1985                   | Domark                 | Domark                 | Commodore 64, ZX Spectrum, MSX                                             |
| James Bond 007: Goldfinger       | 1986                   | Mindscape              | Angelsoft, Inc.        | Apple II, PC Booter                                                        |
| The Living Daylights             | 1987                   | Domark                 | Sculptured Software    | Commodore 64, ZX Spectrum                                                  |
| Leben und sterben lassen         | 1988                   | Mindscape              | Elite Systems          | Amiga, Atari ST, Commodore 64, ZX Spectrum                                 |
| Lizenz zum Töten                 | 1989                   | Domark                 | Quixel                 | Amiga, Atari ST, Commodore 64, DOS, ZX Spectrum                            |
| Der Spion der mich liebte        | 1990                   | Domark                 | The Kremlin            | Amiga, Commodore 64, DOS, ZX Spectrum                                      |
| James Bond: The Stealth Affair   | 1990                   | Interplay              | Delphine Software      | Amiga, Atari ST, DOS                                                       |
| James Bond Jr.                   | 1992                   | THQ                    | Gray Matter            | Amiga, Atari ST, Commodore 64, DOS, NES, SNES, ZX Spectrum                 |
| James Bond 007: The Duel         | 1993                   | Domark                 | The Kremlin            | Sega Master System, Sega Mega Drive/Sega Genesis                           |
| GoldenEye 007                    | 1997                   | Nintendo               | Rare Ware              | Nintendo 64                                                                |
| James Bond 007                   | 1998                   | Nintendo               | Saffire                | Game Boy                                                                   |
| Der Morgen stirbt nie            | 1999                   | Electronic Arts        | Black Ops              | PlayStation                                                                |
| Die Welt ist nicht genug         | 2000                   | Electronic Arts        | Eurocom                | Nintendo 64, PlayStation                                                   |
| 007 Racing                       | 2000                   | Electronic Arts        | Eutechnyx              | PlayStation                                                                |
| Agent im Kreuzfeuer              | 2001                   | Electronic Arts        | Electronic Arts        | GameCube, PlayStation 2, Xbox                                              |
| 007: Nightfire                   | 2002                   | Electronic Arts        | Gearbox Software       | GameCube, PlayStation 2, Xbox, Game Boy Advance, Windows, Mac OS X         |
| 007: Alles oder Nichts           | 2004                   | Electronic Arts        | Electronic Arts        | GameCube, PlayStation 2, Xbox, Game Boy Advance                            |
| GoldenEye: Rogue Agent           | 2004                   | Electronic Arts        | Electronic Arts        | GameCube, PlayStation 2, Xbox, Nintendo DS                                 |
| Liebesgrüße aus Moskau           | 2005                   | Electronic Arts        | Electronic Arts        | GameCube, PlayStation 2, Xbox, PSP                                         |
| Ein Quantum Trost                | 2008                   | Activision             | Treyarch               | PlayStation 2, PlayStation 3, Nintendo Wii, Nintendo DS, Windows, Xbox 360 |
| GoldenEye 007                    | 2010                   | Activision             | Eurocom                | Nintendo Wii, Nintendo DS                                                  |
| Blood Stone                      | 2010                   | Activision Blizzard    | Bizarre Studios        | PlayStation 3, Windows, Xbox 360, Nintendo DS                              |
| GoldenEye 007 Reloaded           | 2011                   | Activision Blizzard    | Bizarre Studios        | PlayStation 3, Xbox 360                                                    |
| 007 Legends                      | 2012                   | Activision Blizzard    | Eurocom                | PlayStation 3, Windows, Xbox 360, Wii U                                    |